# Elefthérios Venizélos
Vous lisez un « article de qualité » labellisé en 2009.
Pour les articles homonymes, voir Venizélos.

Buste d'Elefthérios Kyriákou Venizélos, par Thanásis Apártis (1899-1972).

Elefthérios Kyriákou Venizélos (grec moderne : Ελευθέριος Κυριάκου Βενιζέλος), parfois francisé en Eleuthère Venizélos, né le 11 août 1864 (23 août dans le calendrier grégorien) à Mourniés, en Crète, et décédé le 18 mars 1936 à Paris, est un homme politique grec, considéré, dès 1921, comme le « fondateur de la Grèce moderne ».
La jeunesse de Venizélos est marquée par les luttes en Crète contre la présence ottomane et en faveur d'un rattachement à la Grèce, l’enosis. Après des études en Crète et en Grèce, il devient avocat en 1887, s'installe à La Canée, et se lance dans le journalisme et la politique. Élu député libéral à l'assemblée générale crétoise en 1889, insurgé lors de la révolte de 1897-1898, il rédige à l’issue de celle-ci la constitution de la Crète autonome. Ministre de la Justice de 1898 à 1901 dans le gouvernement local du haut-commissaire le prince Georges, il s’oppose à ce dernier sur la question du rattachement à la Grèce. C’est dans ce contexte qu’au printemps 1905, il prend la tête d’une insurrection qui se termine par le départ du prince Georges. Sa réputation dépasse alors les limites de son île et gagne même une renommée internationale.
Ainsi, lorsque les militaires grecs organisent le coup de Goudi à l'été 1909, Venizélos est sollicité pour prendre en mains la destinée de la nation. Il n’accepte qu’après que ses partisans ont remporté à l’été 1910 des élections démocratiques. Premier ministre, il mène une politique de modernisation du royaume, principalement en ce qui concerne l'armée et la marine, afin de permettre au pays d'affronter les conflits qui se dessinent. La Grèce sort ainsi vainqueur des deux guerres balkaniques. Cependant, il entre dans un très grave conflit avec le commandant en chef des troupes grecques, le prince héritier Constantin. L'opposition entre les deux hommes se prolonge au cours de la Première Guerre mondiale. Constantin Ier, monté sur le trône en 1913, est plutôt proche de la Triplice tandis que Venizélos penche vers l'Entente. Les influences opposées des belligérants finissent par couper la Grèce en deux lors du « Schisme national ». Venizélos, démis de ses fonctions par le roi, crée un second gouvernement, à Thessalonique, sous la protection des troupes de l'Entente. La France finit par pousser le roi à l'exil et, en juin 1917, Venizélos installe son gouvernement à Athènes. Il parvient alors à concilier les impératifs d’une politique extérieure liée à la guerre à toute une série de réformes modernisatrices.
Grâce à son action, le royaume de Grèce figure dans le camp des vainqueurs. Lors des négociations de paix, son talent de diplomate lui permet de réaliser en partie la Grande Idée avec les traités de Neuilly et de Sèvres. Accueilli en héros à son retour, il perd cependant les élections de novembre 1920. Cet échec marque pour lui le début d’une succession d’exils en France et de retours politiques dans un pays en pleine instabilité politique où, à deux reprises, il apparaît encore comme un homme providentiel. Après la défaite militaire de la guerre contre la Turquie, c’est lui qui négocie le traité de Lausanne en 1922-1923. Puis, en 1928, dans un contexte politique et social trouble, il redevient Premier ministre. Pour la troisième fois, il mène une politique de modernisation du pays, principalement dans le secteur agricole. Mais, accusé de tendances dictatoriales, il perd les élections de 1932 (en). Finalement, discrédité après avoir soutenu deux tentatives manquées de coups d'État militaire, Venizélos meurt en exil en 1936.
Il fut membre de la franc-maçonnerie.

## La Grèce à la naissance de Venizélos

### Un «petit» État

Évolutions territoriales de la Grèce aux, dont une bonne partie liées à la politique de Venizélos.

En 1864, la Grèce est un jeune et petit État, qui sort à peine de la guerre d'indépendance. Indépendant depuis seulement 1830, ses frontières sont loin d'être celles d'aujourd'hui. Sur le continent, le Péloponnèse, l'Attique et la Béotie constituent les principales provinces de ce qu'on appelle « Vieille Grèce ». Le territoire grec est, en plus, constitué des Cyclades, de Skyros, d'Eubée et des îles du golfe Saronique. En 1863, la Grande-Bretagne donne aux Grecs la souveraineté sur les îles Ioniennes,.
Cependant, une grande partie de la population grecque vit en dehors de Grèce. Depuis l'Antiquité, on compte une présence grecque principalement sur les côtes orientales de la mer Égée et de la mer Noire. À partir du XVIIIe siècle, ces installations se développent et se renforcent à nouveau, du fait d'un certain essor commercial et naval dans la région, les Grecs assurant une forte part du commerce ottoman. Ce mouvement touche tout le bassin méditerranéen tout au long du XIXe siècle, comme le prouve le développement des communautés grecques de Constantinople, d'Alexandrie, d'Odessa et du Sud de la Russie notamment. Se développe alors l'idée d'un hellénisme dépassant les frontières du territoire grec, rassemblant toutes les communautés hellènes, vision connue sous le nom de Grande Idée, qui devient un ressort majeur de la politique grecque pour plusieurs décennies,.
En 1833, Athènes remplace Nauplie comme capitale du royaume dirigé par Othon Ier de Grèce. La monarchie est imposée en 1832 par les « Puissances Protectrices » que sont la France, la Grande-Bretagne et la Russie, et est fondée sur le modèle européen. La Grèce d'Othon est marquée par une forte influence bavaroise et cette forte présence étrangère est mal ressentie par la population même si, à partir de 1837, le premier ministre est grec. S'ajoute à cette influence étrangère une forte pression fiscale qui accroît le mécontentement populaire,.
En 1843, un coup d'État oblige Othon à convoquer une assemblée constituante et à promulguer, en 1844, une constitution pour le pays. Malgré ces changements, Othon est renversé en 1862. C'est ainsi qu'un prince danois, élu roi par l'Assemblée nationale le 30 mars 1863, monte sur le trône sous le nom de Georges Ier de Grèce. À sa prise de fonction, il découvre un pays au développement économique très faible et où beaucoup d'emplois relèvent de l'administration. La vie politique demeure rudimentaire, avec des partis qui se structurent autour des personnalités les plus en vue. La Grèce croule sous les dettes contractées auprès des grandes puissances depuis la guerre d'indépendance. Le pays a de plus en plus de mal à rembourser ses échéances, d'autant plus qu'il recourt encore fréquemment à l'emprunt, y compris pour payer ses fonctionnaires,.
Le pays possède peu de richesses naturelles. La terre est aride, l'agriculture peine à nourrir la population, les vallées sont étroites et enclavées, et les voies de communication ont du mal à se développer. Les grands ports marchands que sont Smyrne, Constantinople, Salonique sont les endroits où les Grecs déploient le plus leur activité commerciale, mais ils sont en territoire ottoman. La Grèce de 1864 peine également à construire une unité réelle entre ses différentes régions. Si l'Église orthodoxe semble avoir permis de préserver une identité commune à tous les Grecs, le regroupement en communautés villageoises, voire régionales, a été la règle au cours des siècles d'occupation ottomane, ce qui explique que les gouvernements successifs ont des difficultés à construire une réelle unité nationale. En 1864, l'Assemblée nationale vote une nouvelle constitution, plus libérale que celle de 1844 (elle est même considérée comme une des plus libérales d'Europe alors), mais par laquelle le roi conserve beaucoup de prérogatives. Georges Ier prête serment sur ce texte en novembre 1864, entrant de ce fait réellement en fonction,,.

### Le cas de la Crète
La Crète est la dernière grande conquête ottomane sur le territoire grec, après un conflit qui a duré de 1645 à 1669. Lors de la guerre d'indépendance grecque, l'île se soulève également mais, malgré quelques débuts prometteurs, aucune des grandes villes n'est prise par les insurgés qui, bientôt, n'ont plus le contrôle que des forteresses de Kissamos et de Gramvoussa. Avec l'aide des Égyptiens, les Ottomans reprennent le contrôle de l'île.
Après la signature, en 1827, du traité de Londres, les chefs révoltés pensent savoir que les régions de langue grecque en lutte contre l'Empire ottoman feront partie du nouvel État grec. Le but des insurgés est donc de maintenir la Crète dans un état de révolte permanente qui garantirait son indépendance. Mais le traité d'Andrinople de 1829, laisse la Crète en dehors du nouvel État grec et dans le giron de l'Empire ottoman. La Grande-Bretagne s'est montrée très opposée à l'indépendance de la Crète et a beaucoup œuvré pour cette solution, et ce malgré les protestations de l'Assemblée crétoise. En effet, le Royaume-Uni veut éviter que la Crète redevienne un repaire de pirates et surtout que la Russie ne puisse augmenter son influence en Méditerranée orientale, à une période où la diplomatie de ce pays triomphe dans les Balkans et où la libération de la Grèce semble liée à la victoire des armées russes.

## Biographie

### Famille

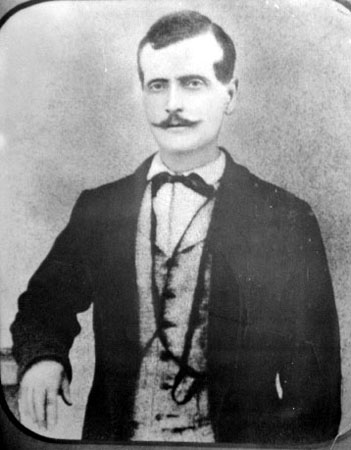
Portrait de Kyriákos Venizélos.

La famille d’Elefthérios Venizélos est originaire de Mistra, dans le Péloponnèse,. Au XVIIIe siècle, elle portait le nom de Cravvatas. À la suite de la révolution d'Orloff, en 1770, des mercenaires albanais au service de l'Empire ottoman dévastent la presqu'île. Un des cadets de la famille Cravvatas, prénommé Venizelos, réussit à s'enfuir en Crète, ou peut-être à Cythère. Ses fils abandonnent le patronyme Cravvatas pour celui de Venizélos. C'est le grand-père d’Elefthérios qui s'installe le premier à La Canée. En plus de ses origines grecques, Elefthérios Venizélos compte, parmi ses ancêtres, des Turcs, des Juifs et des Arméniens.

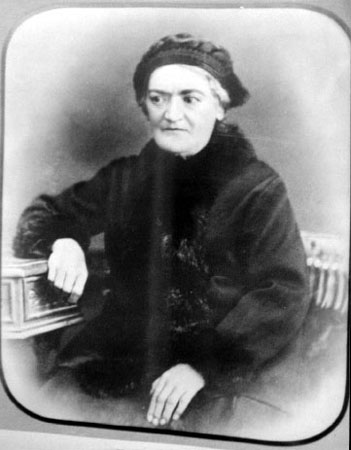
Portrait de Styliani Ploumidaki-Venizelou.

Le père d'Elefthérios, Kyriakos (la), exerce la profession de marchand de verrerie. Il possède une boutique dans la vieille ville de La Canée, non loin de son habitation. Kyriakos est connu pour son engagement politique et son soutien au rattachement de la Crète à la Grèce. En 1821, il prend part à la guerre d'indépendance grecque et participe au siège de Monemvasia. Il est, par la suite, récompensé de la médaille de la lutte révolutionnaire. Trois de ses frères meurent au combat pendant la révolution, pendant qu'un quatrième et deux Crétois sont envoyés au début du conflit auprès des chefs de guerre grecs pour négocier avec eux l'entrée dans le conflit de l'île. En 1843, il est banni de Crète et tous ses biens sont confisqués pour le punir de son activisme. Kyriakos ne revient en Crète qu'en 1862.
En 1846, Kyriákos rencontre et épouse Styliani Ploumidaki, d'origine crétoise. Âgée alors d'une vingtaine d'années, elle vient du village de Thérissos et est la descendante d'un héros de la guerre d'indépendance grecque. Son père est un notable de la région. Illettrée, elle s'habille comme les paysannes de l'époque. Cependant, certains historiens considèrent que ce mariage marque une promotion sociale pour Kyriákos.
De l'union de Kyriákos et de Styliani naissent neuf enfants : trois qui meurent en bas âge, quatre filles (Maria, Eleni, Ekatherini et Evanthia) et deux garçons (Elefthérios, le quatrième de la famille, et Agathoklis). Agathoklis contracte une typhoïde à l'âge de deux ans et conserve des séquelles physiques et psychologiques de la maladie. Il est donc l'objet de toutes les attentions de ses parents. Il meurt à l'âge de vingt et un ans.
|       |       |       |       |       |       |  |  |       |       |       |       |       |       |  |  |           |           | Kyriakos Venizélos | Kyriakos Venizélos | Kyriakos Venizélos | Kyriakos Venizélos | Kyriakos Venizélos | Kyriakos Venizélos |            |            |            |            |            |            | Styliani Ploumidaki | Styliani Ploumidaki | Styliani Ploumidaki | Styliani Ploumidaki | Styliani Ploumidaki | Styliani Ploumidaki |             |             |  |  |                  |                  |                  |                  |                  |                  |  |  |          |          |          |          |          |          |
|       |       |       |       |       |       |  |  |       |       |       |       |       |       |  |  |           |           | Kyriakos Venizélos | Kyriakos Venizélos | Kyriakos Venizélos | Kyriakos Venizélos | Kyriakos Venizélos | Kyriakos Venizélos |            |            |            |            |            |            | Styliani Ploumidaki | Styliani Ploumidaki | Styliani Ploumidaki | Styliani Ploumidaki | Styliani Ploumidaki | Styliani Ploumidaki |             |             |  |  |                  |                  |                  |                  |                  |                  |  |  |          |          |          |          |          |          |
|       |       |       |       |       |       |  |  |       |       |       |       |       |       |  |  |           |           |                    |                    |                    |                    |                    |                    |            |            |            |            |            |            |                     |                     |                     |                     |                     |                     |             |             |  |  |                  |                  |                  |                  |                  |                  |  |  |          |          |          |          |          |          |
|       |       |       |       |       |       |  |  |       |       |       |       |       |       |  |  |           |           |                    |                    |                    |                    |                    |                    |            |            |            |            |            |            |                     |                     |                     |                     |                     |                     |             |             |  |  |                  |                  |                  |                  |                  |                  |  |  |          |          |          |          |          |          |
| Maria | Maria | Maria | Maria | Maria | Maria |  |  | Eleni | Eleni | Eleni | Eleni | Eleni | Eleni |  |  | Ekaterini | Ekaterini | Ekaterini          | Ekaterini          | Ekaterini          | Ekaterini          |                    |                    | Agathoklis | Agathoklis | Agathoklis | Agathoklis | Agathoklis | Agathoklis |                     |                     | Elefthérios         | Elefthérios         | Elefthérios         | Elefthérios         | Elefthérios | Elefthérios |  |  | Maria Katelouzou | Maria Katelouzou | Maria Katelouzou | Maria Katelouzou | Maria Katelouzou | Maria Katelouzou |  |  | Evanthia | Evanthia | Evanthia | Evanthia | Evanthia | Evanthia |
| Maria | Maria | Maria | Maria | Maria | Maria |  |  | Eleni | Eleni | Eleni | Eleni | Eleni | Eleni |  |  | Ekaterini | Ekaterini | Ekaterini          | Ekaterini          | Ekaterini          | Ekaterini          |                    |                    | Agathoklis | Agathoklis | Agathoklis | Agathoklis | Agathoklis | Agathoklis |                     |                     | Elefthérios         | Elefthérios         | Elefthérios         | Elefthérios         | Elefthérios | Elefthérios |  |  | Maria Katelouzou | Maria Katelouzou | Maria Katelouzou | Maria Katelouzou | Maria Katelouzou | Maria Katelouzou |  |  | Evanthia | Evanthia | Evanthia | Evanthia | Evanthia | Evanthia |
|       |       |       |       |       |       |  |  |       |       |       |       |       |       |  |  |           |           |                    |                    |                    |                    |                    |                    |            |            |            |            |            |            |                     |                     |                     |                     |                     |                     |             |             |  |  |                  |                  |                  |                  |                  |                  |  |  |          |          |          |          |          |          |
|       |       |       |       |       |       |  |  |       |       |       |       |       |       |  |  |           |           |                    |                    |                    |                    |                    |                    |            |            |            |            |            |            |                     |                     |                     |                     |                     |                     |             |             |  |  |                  |                  |                  |                  |                  |                  |  |  |          |          |          |          |          |          |
|       |       |       |       |       |       |  |  |       |       |       |       |       |       |  |  |           |           |                    |                    |                    |                    |                    |                    |            |            |            |            |            |            |                     |                     | Kyriakos            | Kyriakos            | Kyriakos            | Kyriakos            | Kyriakos    | Kyriakos    |  |  | Sophoklis        | Sophoklis        | Sophoklis        | Sophoklis        | Sophoklis        | Sophoklis        |  |  |          |          |          |          |          |          |

### Jeunesse et études

#### Naissance et premier exil

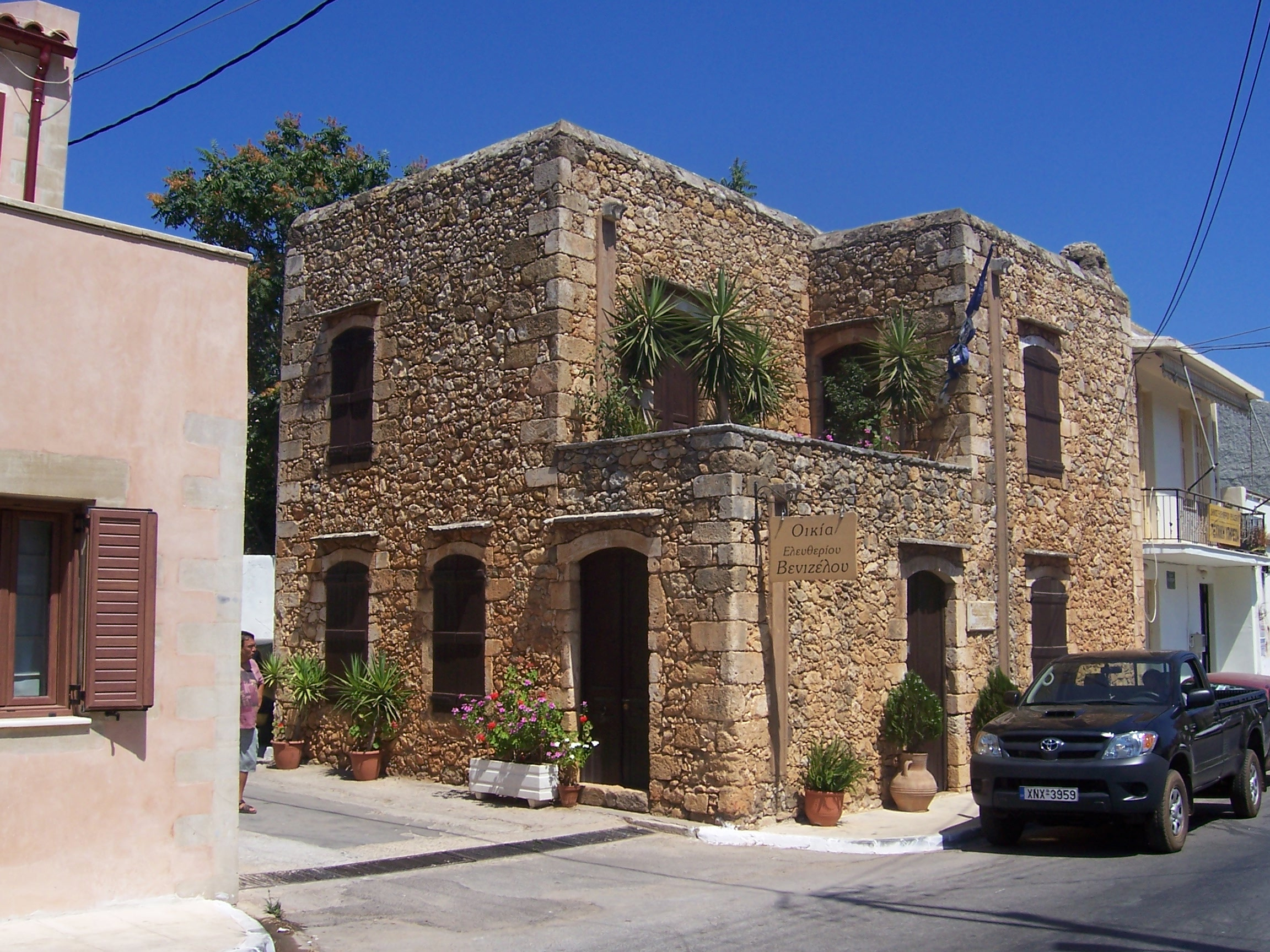
Maison natale d'Elefthérios, à Mourniés.

Elefthérios Kiriakou Venizélos naît le 11 août 1864 (23 août dans le calendrier grégorien) à Mourniés, la ville principale du dème qui porte maintenant son nom, dans le nome de la Canée, en Crète. Si la famille Venizélos passe les mois d'hiver dans le quartier de Topanas à La Canée, le petit village de Mourniés est le lieu de villégiature des Venizélos. De nombreux habitants de La Canée possèdent alors un pied-à-terre en dehors de la ville, tant pour échapper aux périodes d'agitation qui frappent particulièrement les villes, que pour trouver un peu de fraîcheur lors des grandes chaleurs de l'été.
La date même de la naissance d'Elefthérios n'est pas certaine et de nombreuses légendes l'accompagnent. Chester raconte que la mère d'Elefthérios se serait rendue au monastère de la Vierge Marie, près de La Canée, afin de prier le Ciel d'avoir un fils. Elle aurait promis d'accoucher dans une étable comme le fit Marie. Kerofilas écrit qu'alors que Styliani aurait été sur le point d'accoucher, deux hodjas et deux prêtres orthodoxes auraient prié chacun dans des langues différentes pour le salut de l'enfant à naître. Kyriakos aurait même demandé à l'hodja de Mourniés de prier pour calmer l'esprit de Mahomet lui-même. On parle également de lumière blanche dans le ciel le jour de sa naissance. À ce sujet, Elefthérios Venizélos aurait dit : « Ne répétez pas de telles sottises. Les gens vont penser que je suis Dieu ! ».
Elefthérios Venizélos lui-même a donné une version de l'histoire de sa naissance. Désespérés après avoir déjà perdu trois fils, ses parents sont invités à suivre une coutume locale qui est de faire comme s'ils adoptaient un enfant trouvé. Seul un enfant élevé de cette façon pourrait vivre. Ainsi, après avoir accouché, la mère est séparée de son enfant et celui-ci est déposé sur un matelas de feuilles, sur le perron de la maison. Des amis de la famille, dans le secret, passent devant la maison et portent l'enfant aux parents, leur demandant d'accepter ce présent et de l'élever comme leur enfant. Elefthérios survit.
L'origine de son prénom Elefthérios (qui renvoie à l'idée de délivrance et de liberté, Éleuthère en français) est entourée de mystère. Une première version évoque simplement l'église Aghios-Elefthérios de Mourniés, où l'enfant est baptisé. Une deuxième version veut que Styliani soit allé prier Aghios Elefthérios pour l'implorer de lui faciliter l'accouchement, en échange de quoi elle appellerait son fils Elefthérios. Selon une troisième version, le prêtre, lors du baptême de l'enfant aurait choisi de l'appeler Elefthérios afin que celui-ci délivre l'île de la tyrannie ottomane.

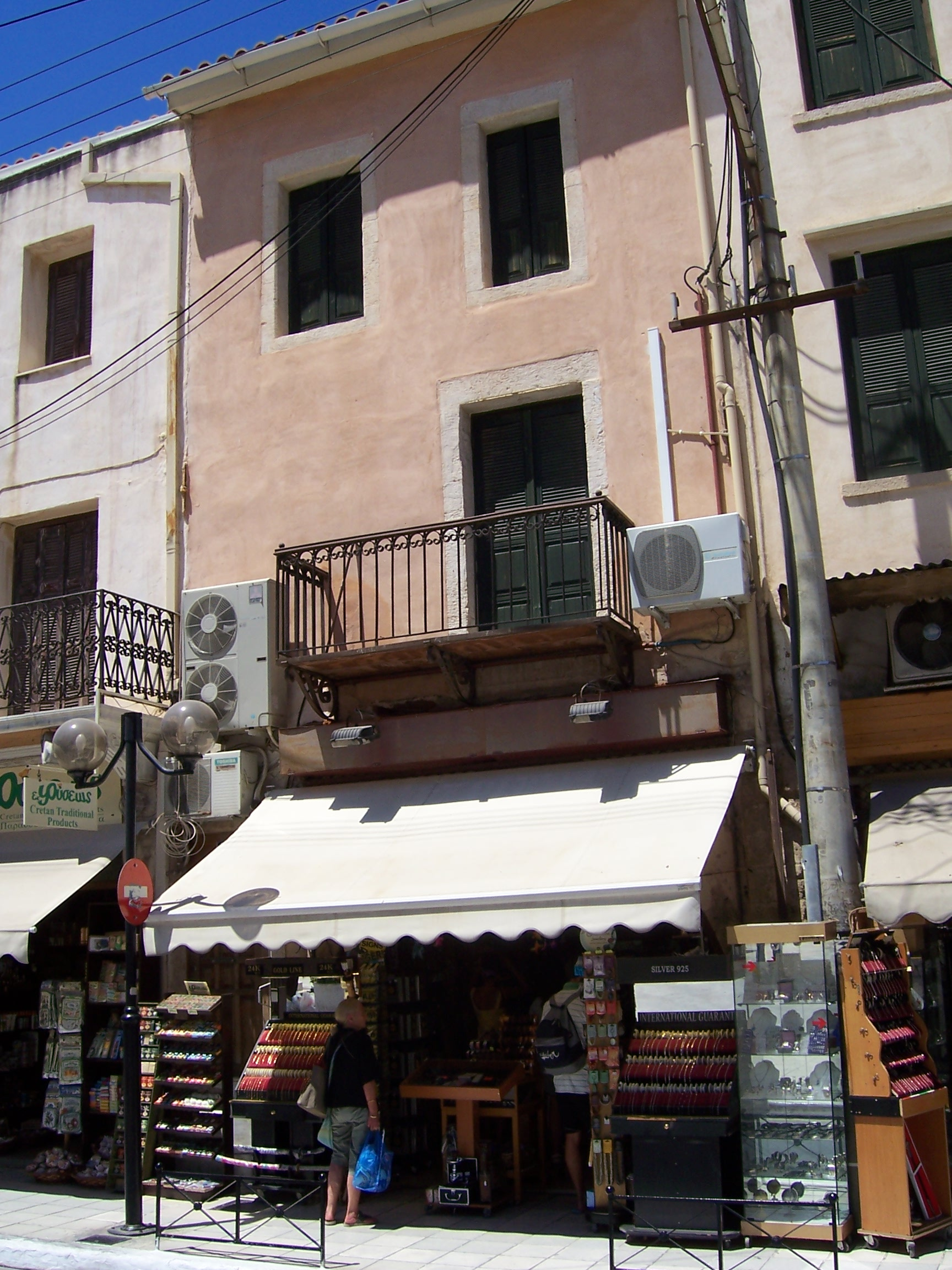
La maison familiale, face à la cathédrale de La Canée, de nos jours.

En 1866, la Crète se soulève une nouvelle fois contre l'occupation ottomane. La Grèce, de peur de représailles des Grandes puissances, ne peut soutenir la lutte crétoise. Cependant, et malgré la supériorité militaire turque, les combats s'éternisent et trouvent un écho international après le massacre du monastère d'Arkadi, où des centaines de Crétois choisissent de mourir plutôt que de se rendre. Dans ce contexte, et compte tenu des positions politiques de Kyriakos, la famille Venizélos prend le chemin de l'exil. Le rôle de Kyriakos pendant la révolte n'est pas très clair. Kyriakos est soupçonné de faire partie de mouvements d'insurrection et aurait refusé de prêter allégeance au Sultan. Pour d'autres, au contraire, il aurait appelé ses compatriotes à la patience et à la modération et n'aurait quitté la Crète que par peur d'être impliqué à tort. Vers la fin d'août 1866, il s'embarque avec sa famille et ses amis, Costis Foumas, Spyros et Andonis Markantonis, pour l'île de Cythère.
À Cythère, le jeune Elefthérios devient l'ami de Costis Foumas, de trois ans son aîné, et qui devient, par la suite, son collaborateur au sein du gouvernement de Crète et son frère d'armes lors de la révolte de Thérissos.
En 1869, à l'issue de l'insurrection crétoise, de nombreuses familles exilées ne peuvent revenir sur l'île, ou ne se sentent pas assez en sécurité pour le faire. La famille Venizélos choisit de quitter Cythère pour Syros, où elle réside pendant trois ans. Elle ne retourne à La Canée qu'en 1872, après l'amnistie accordée par le sultan Abdülaziz. Elefthérios a désormais huit ans et possède la nationalité grecque.

#### Formation

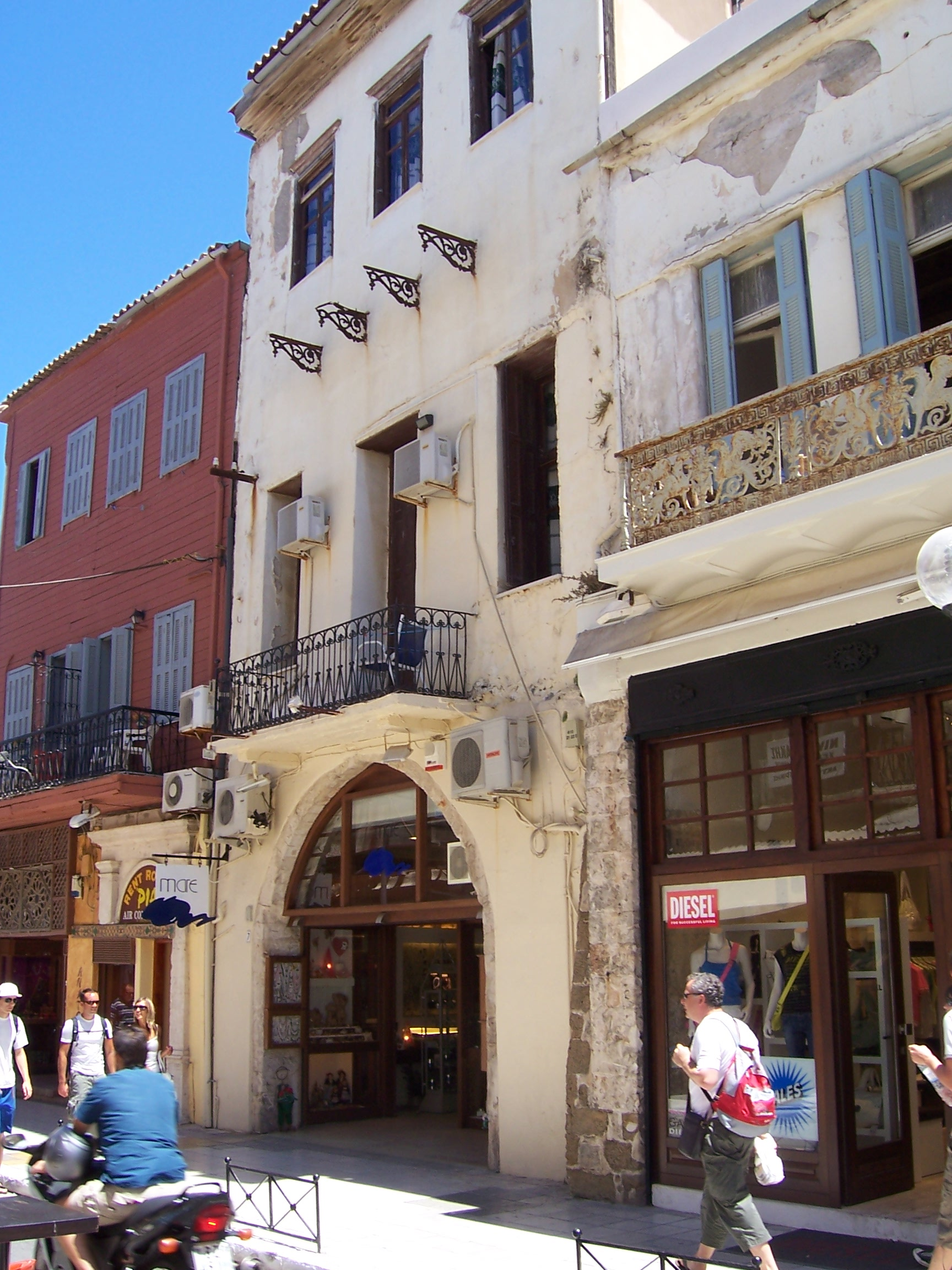
Le magasin de Kyriakos, de nos jours, où Elefthérios travailla quelque temps avec son père.

Sur l'île de Syros, Ermoúpoli, alors l'une des villes les plus florissantes de Grèce, offre de nombreuses écoles, héritières d'une présence ancienne de congrégations catholiques. C'est dans l'une de ces écoles primaires qu'Elefthérios commence sa scolarité. De retour en Crète, il intègre l'école élémentaire grecque de La Canée. Il y obtient son certificat d'études en 1874. Il poursuit sa scolarité à La Canée jusqu'à sa première année de lycée. Ensuite, il travaille avec son père pendant deux ans, et pense même entrer dans l'armée. Mais, à l'été 1877, Georges Zygomalas, consul de Grèce en Crète, convainc Kyriakos de laisser Elefthérios poursuivre de plus longues études, convaincu de ses capacités. Elefthérios se rend alors à Athènes, au Lycée Antoniadis. Là-bas, son enseignement s'enrichit de nouvelles matières, avec un programme complet comprenant, entre autres, les mathématiques, le français, l'allemand, le grec ancien et le latin. À Athènes, il s'intéresse de plus en plus à la politique et des personnalités de l'époque laissent une trace indélébile dans l'esprit de l'adolescent. Ainsi, il développe une forte sympathie pour Alexandros Koumoundouros, puis pour Charílaos Trikoúpis dont il admire les mesures sociales et économiques ainsi que la modération en politique étrangère.
Pour sa dernière année de lycée, il retourne à Ermoúpoli en 1880. Son diplôme obtenu, il repart quelques mois en Crète et convainc de nouveau son père de le laisser poursuivre des études universitaires. À la rentrée 1881, il entre à l'Université nationale capodistrienne d’Athènes, où il étudie le droit,.
Vers la fin de sa seconde année d'études, en 1883, sa famille lui demande de revenir en Crète. La santé de son père se détériore et celui-ci meurt quelques jours après le retour d'Elefthérios en Crète. Il est alors contraint de travailler pour subvenir aux besoins de sa famille et reprend les affaires de son père. En 1885, lorsqu'il estime que sa famille est à l'abri du besoin, il reprend ses études de droit et obtient son diplôme d'avocat en 1887.
Au cours de ce second séjour athénien, Elefthérios a l'occasion de se faire remarquer pour la première fois sur la scène politique. En novembre 1885, Joseph Chamberlain se trouve à Athènes et déclare dans la presse que la Crète ne souhaite pas le rattachement à la Grèce. Une délégation de cinq étudiants crétois obtient de le rencontrer. Venizélos, qui en fait partie, semble même en être le porte-parole. Une entrevue d'une heure est organisée à l'hôtel de Grande-Bretagne, pendant laquelle l'homme politique britannique interroge les étudiants sur la situation en Crète. Statistiques à l'appui, Venizélos insiste notamment sur la mauvaise administration de l'île par les Ottomans. Il considère que le refus des Grandes puissances, via leurs consuls présents à La Canée, de prendre en compte les attentes exprimées par l'Assemblée de Crète est un soutien à peine déguisé à la politique ottomane. Impressionné par la connaissance de leur île et par la sobriété de leur discours, Chamberlain aurait déclaré à l'issue de l'entretien, au gouverneur de la banque de Grèce, lui-même crétois : « Avec des hommes comme ceux qui m'ont rendu visite hier, vous ne devriez pas vous inquiéter pour que votre pays soit libéré des Turcs ».
Dès lors, les journalistes de la capitale considèrent Elefthérios comme le porte-parole de la Crète. Certains journaux tels que Kairoi n'impriment plus d'articles sur la Crète sans le consulter.
Le 15 janvier 1887, Elefthérios obtient son diplôme d'avocat.

### L'avocat et le journaliste
Son diplôme obtenu, il rentre en Crète le 10 mars 1887. Il vit à Chalépa, à l'est de La Canée, avec sa famille, dont il assume la responsabilité. Il exerce son métier d'avocat au sein d'un cabinet situé dans le centre de La Canée, d'abord en tant qu'assistant d'un avocat réputé de l'époque, Spyros Moatsos, puis en tant qu'associé de Yagos Iliakis qui est, plus tard, un de ses collaborateurs politiques,. Par deux fois, il tente d'être élu juge à la cour d'appel de La Canée, mais ne parvient qu'à obtenir un poste d'assesseur dont il démissionne rapidement, sans doute déçu par ce rôle subalterne.
Elefthérios pratique toutes les branches du droit, aussi bien civil, pénal que commercial, même s'il a un faible pour le droit constitutionnel. Ayant pour clients des chrétiens et des musulmans, il est accusé de turcophilie. Cette accusation prend de l'ampleur au milieu des années 1890, lors de l'assassinat du bey Tevfik Bedri dans le village de Loutraki. Deux Grecs sont accusés du meurtre et Elefthérios est le seul avocat chrétien à accepter d'intervenir contre eux. Les deux accusés sont condamnés à mort et pendus le 7 janvier 1894. Pour beaucoup, Venizélos a trahi. Pour d'autres, c'est la marque que l'homme sait faire la différence entre la justice et la loyauté envers ses compatriotes.
Elefthérios est aussi journaliste. Le 19 décembre 1888, il fonde le journal Les Montagnes blanches (Lefka Ori), avec entre autres Costas Foumis. Cette nouvelle tribune lui permet de diffuser ses idées. Il développe ce que pourraient être les réformes sociales, économiques et culturelles dont la Crète a besoin. Comme lors de son entretien avec Joseph Chamberlain en 1886, il y critique l'inertie de l'administration ottomane et son incapacité à assurer le développement de l'île. Cette publication s'arrête en juin 1889.

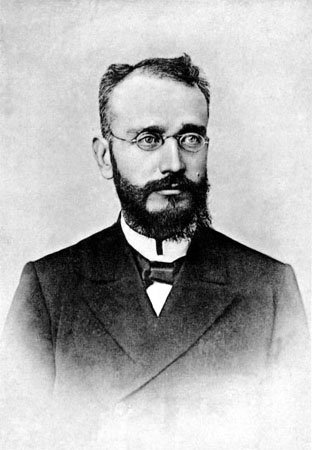
Elefthérios Venizélos.

### Premiers pas politiques en Crète
Venizélos obtient son premier mandat électif en avril 1889. Sous l'étiquette libérale, il devient député à l'assemblée générale crétoise pour la province de Kydonia. Plusieurs rédacteurs du journal les Montagnes blanches y entrent également. Il fait parler de lui dès la première session parlementaire du 27 avril 1889. Alors que les membres du Parti libéral, représentant la grande majorité de la chambre, souhaitent évincer leurs quelques opposants conservateurs, Venizélos refuse une telle disposition et les invite à se conduire autrement. C'est la première victoire politique du jeune Venizélos : l'assemblée reconnaît la légitimité de tous les membres de l'opposition.
Cependant, les conservateurs ne voient pas d'un bon œil l'arrivée au pouvoir des libéraux avec le jeune Venizélos à leur tête. Le 6 mai, cinq députés conservateurs déposent une motion pour l'union de la Crète à la Grèce dans le but d'embarrasser la majorité et s'attirer la sympathie de la population chrétienne. Des troubles éclatent entre les deux partis, allant jusqu'à des assassinats. Ces troubles semblent entretenus par la Turquie qui saisit l'occasion pour réagir avec autorité et raffermir sa souveraineté,. Quarante mille soldats débarquent en Crète en août 1889, tandis que le firman du 26 octobre 1889 supprime tous les avantages accordés par le Pacte de Halepa.
Venizélos et quelques amis fuient la Crète pour Athènes à la fin septembre 1889. Là, il devient le représentant naturel de l'assemblée de Crète auprès des autorités grecques. Dès la première nuit de son arrivée, il rencontre Charílaos Trikoúpis, alors premier ministre de Grèce, qui lui confirme qu'il n'interviendrait pas dans les affaires crétoises tant que la Grèce n'aurait pas les moyens de s'opposer aux Grandes puissances.

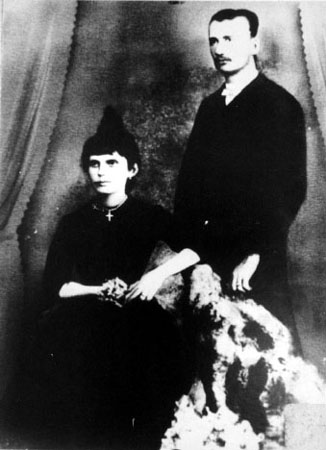
Elefthérios et sa femme Maria Katelouzou.

Les lois martiales sont levées en Crète le 16 avril 1890 et une amnistie générale est déclarée. Venizélos fait partie des nombreux chefs politiques en exil qui reviennent alors sur l'île. Ils ne bénéficient pas de l'amnistie, mais se trouvent sous la protection implicite des Grandes puissances. La Crète ne retrouve pas pour autant son assemblée parlementaire. Celle-ci n'est autorisée à nouveau qu'à partir de 1894. Son premier mandat ainsi interrompu, Elefthérios reprend alors ses activités juridiques.
Au cours de cette période plus tranquille, Elefthérios épouse Maria Katelouzou. Elle aussi est issue d'une famille chaniote. Elle est la fille d'un marchand réputé de La Canée, Sophoklis Eleftheriou Katelouzou. Ils se sont rencontrés en 1885, alors qu'Elefthérios avait vingt et un ans et elle seulement quinze. Ses parents possèdent une maison dans Topana, non loin de celle des Venizélos. Le mariage se déroule dans le quartier de Topanas, en présence des notables de La Canée, des consuls et autres représentants des Grandes puissances.

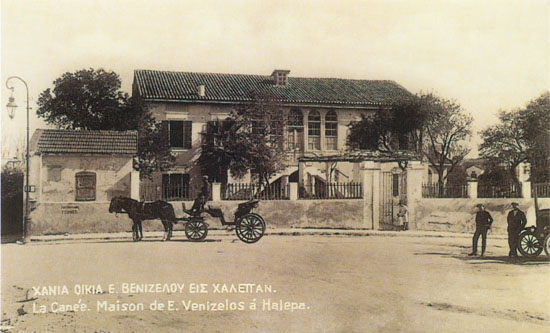
Maison des Venizélos à Chalépa.

Le jeune couple s'installe dans la maison familiale des Venizélos à Chalépa. Ils vivent au premier étage de la maison, tandis que le reste de la famille vit au rez-de-chaussée. De leur union naît rapidement un premier enfant en 1892, qui porte le prénom de son grand-père, Kyriakos (el), puis un second, Sophoklis, en 1894. Mais Maria meurt en couches, des suites d'une fièvre puerpérale. Pendant de nombreux mois, Elefthérios ne travaille plus et, en signe de deuil, se laisse pousser la barbe et la moustache, un signe auquel il reste fidèle jusqu'à sa propre mort.

#### Akrotiri

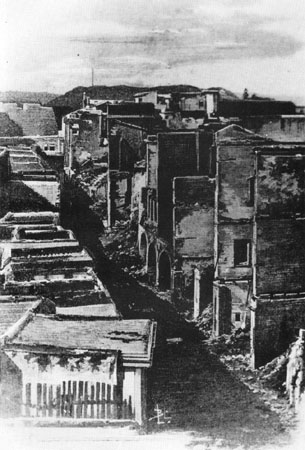
Vue de La Canée en 1897, après l'incendie de la ville par les Turcs.

Pendant cette période où Venizélos est éloigné de la vie publique, la situation politique se dégrade en Crète. Le 16 septembre 1895, une nouvelle révolte éclate, au point que les puissances européennes enjoignent au Sultan de revenir à un statut d'autonomie pour l'île. Un nouveau gouverneur est nommé en mars 1895, Georges Karatheodori Pacha, un chrétien. La politique menée par ce dernier satisfait Venizélos. Mais la population crétoise demande à nouveau l'autonomie de l'île. Puis, c'est au tour de la communauté turque de s'alarmer ; en mai 1896, les consuls de Grèce et de Russie sont assassinés par la foule musulmane en colère. Pour empêcher de nouveaux troubles, les puissances européennes envoient des escadres le long des côtes. Elles demandent au Sultan de revenir au pacte de Chalépa. En janvier 1897, de nouveaux heurts éclatent, des chrétiens sont massacrés à Réthymnon et Héraklion. Le 4 février, le quartier chrétien de La Canée est incendié et ses habitants massacrés.

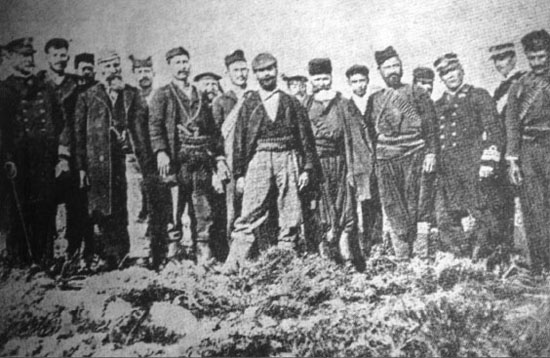
Venizélos dans le camp d'Akrotiri.

À la suite de ces événements, Elefthérios Venizélos s'engage dans la lutte armée. Il rejoint des combattants crétois dans la presqu'île d'Akrotíri (Crète). Membre du comité administratif du camp d'Akrotiri, il en devient la figure la plus importante. Il espère l'intervention de la Grèce. Le 10 février, le prince Georges de Grèce est nommé à la tête d'une flottille. Trois jours plus tard, une armée grecque de 2 000 hommes débarque en Crète et proclame son union à la Grèce. Les troupes européennes débarquent également afin de paralyser l'action des Grecs. Le camp des rebelles d'Akrotiri est, lui aussi, soumis au blocus et subit même le bombardement des forces européennes en février 1897. Selon Venizélos ce serait lors de cet épisode qu'il aurait appris l'anglais et l'italien afin de pouvoir comprendre les rapports des armées européennes. Après un mois de blocus exercé par les troupes européennes, la Crète est déclarée autonome sous la suzeraineté du Sultan, et alors que la guerre gréco-turque commence à s'étendre, la Grèce est obligée de retirer son armée de Crète.
Le 8 juillet, une assemblée révolutionnaire se réunit à Arménoi, dans la région d'Apokoronas. Venizélos en est élu président et reste campé sur sa volonté d'unir la Crète à la Grèce. Lors d'une réunion à Acharnès, ses idées se heurtent à celles de la population locale, fatiguée des révoltes et des représailles turques. Il subit deux tentatives d'assassinat la même journée. La guerre gréco-turque ayant pris fin, l'espoir d'une union s'est envolé et Venizélos accepte l'idée d'autonomie. En mai et juin 1898, il rédige les lois organiques de l'île qui retrouve le calme. Le 17 octobre 1898, la Turquie est priée par les grandes puissances de rappeler son armée de Crète. Au 16 novembre, tous les Turcs ont évacué l'île, désormais dirigée par les grandes puissances. La Crète ne pouvant rester sous commandement des amiraux européens, les puissances nomment Georges de Grèce haut-commissaire de Crète.

#### Gouvernement autonome de Crète

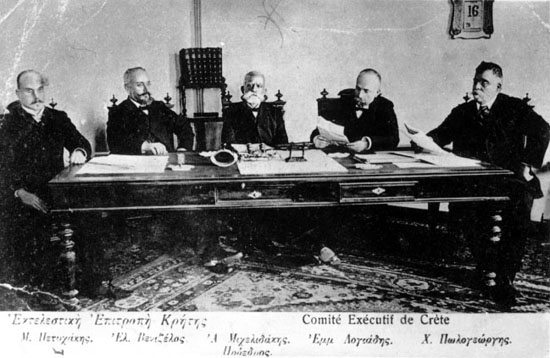
Le comité exécutif de Crète.

Dès le 1er juillet 1898, les amiraux des grandes puissances européennes autorisent la formation d'un comité exécutif, chargé d'organiser l'île avant l'arrivée du prince Georges. Elefthérios Venizélos en fait partie.
À son arrivée, le prince Georges nomme, le 25 décembre 1898, un comité de seize membres chargé de la rédaction de la constitution de Crète. Venizélos en fait à nouveau partie. Il prend une part active à la rédaction de la constitution dont il est finalement le principal auteur.
Le 24 janvier ont lieu les premières élections législatives de la Crète autonome. Venizélos remporte le siège pour la circonscription de La Canée et entre au parlement. L'Assemblée de Crète approuve la nouvelle constitution au mois de mars 1898. En avril, le prince Georges le nomme ministre de la Justice. Entrent également au gouvernement ses amis Constantinos Foumis et Manoussos Koundouros. Au cours des deux ans qui suivent, il réorganise les tribunaux, modernise le système judiciaire et organise la gendarmerie. Sa plus grande tâche est peut-être l'établissement de 335 modifications dans les procédures légales crétoises, qui constituent plus tard les bases de tout le système judiciaire grec. Il révise tour à tour les codes civil, commercial, pénal et de procédure. Il met en place vingt-six juges de paix, cinq cours de première instance, une cour d'appel et deux cours d'assises.
Très vite, des dissensions apparaissent entre Venizélos et le haut-commissaire. Leur première querelle serait due à la construction d'un palais pour le prince Georges. Peu de temps après son arrivée sur l'île, ce dernier fait part de son désir de se faire construire un palais. Venizélos quant à lui proteste, car un palais serait un symbole de permanence pour un pouvoir qu'il juge transitoire en attendant l'union à la Grèce. Le prince, vexé, ne construit pas son palais.
Mais le principal point de désaccord concerne la façon de gouverner l'île. Bien que rédacteur principal de la Constitution, Venizélos la juge beaucoup trop conservatrice et accordant trop de droits au prince. L'assemblée n'a que peu de droits et ne se réunit qu'une fois tous les deux ans. De plus, les ministres sont davantage des conseillers du prince et seul ce dernier peut ratifier les lois. Venizélos dit lui-même quelques années plus tard : « Grande est ma responsabilité quant au comportement autocratique du prince, alors que mon influence était grande lors de la rédaction de la Constitution de 1899 ». Cependant, les articles de la Constitution protégeant les garanties individuelles ou le traitement à égalité des chrétiens et des musulmans sont aussi principalement son œuvre.
En matière de relations internationales, le prince est seul habilité à traiter avec les grandes puissances, d'ailleurs le poste de ministre des Affaires étrangères n'existe pas. Il prend à son compte l'annexion de l'île par la Grèce sans prendre soin de consulter ses conseillers et engage des discussions à ce sujet avec les ministres des Affaires étrangères russe, français, italien et britannique. Lorsqu'à l'été 1900, il s'apprête à faire le tour des cours européennes, Georges déclare : « Lorsque je voyagerai en Europe, je demanderai l'annexion aux Puissances, et j'espère y arriver grâce à mes connexions familiales »
Venizélos pense prématurée l'union de la Crète de la Grèce, d'autant que les institutions crétoises sont encore instables. Il préconise en revanche la création d'une armée crétoise, puis le retrait des troupes européennes. De moins en moins sous contrôle international, l'île pourrait ainsi s'unir à la Grèce. Cette approche est mal perçue par l'opinion publique et les journaux athéniens.
En février 1901, les Puissances refusent tout changement concernant le statut de l'île. Bien que le prince Georges admette que Venizélos avait raison, c'est pourtant le ministre qui subit les attaques de la presse. Il remet donc sa démission le 5 mars 1901, prétextant des raisons médicales. Puis, le 18, il explique qu'il ne peut travailler en étant en désaccord permanent avec ses collègues et le haut-commissaire. Le prince Georges refuse de le voir démissionner et préfère le renvoyer pour insubordination. Le 20 mars, des affiches sur les murs de La Canée annoncent le renvoi de Venizélos par le prince.

#### Révolte de Thérissos

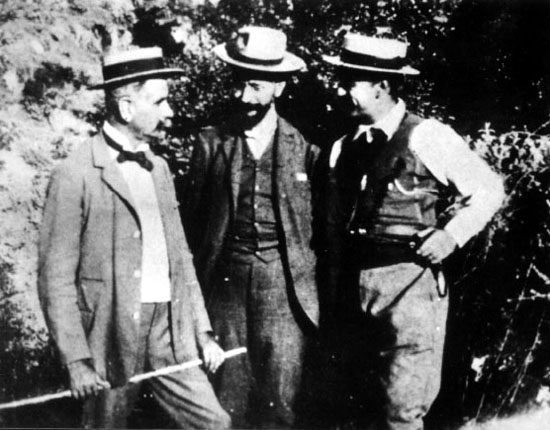
Foumis, Venizélos et Manos à Thérissos en 1905.

À l'issue de ce renvoi, une campagne anti-Venizélos est menée dans les journaux. Des articles, sans doute écrits par le secrétaire du prince, le nomment l’« insolent conseiller ». Venizélos ne réplique d'abord pas. En décembre 1901, il répond toutefois aux accusations par cinq articles dans le journal Kirix. Le prince fait alors fermer le journal et fait mettre son ancien ministre en prison.
S'ouvre alors une période où Venizélos se trouve écarté de la vie politique de l'île. Cependant, au cours de cette période, sa vision de l'avenir de l'île change à nouveau. Alors qu'en 1897, il défendait l'Enosis, avant de préférer la solution de l'autonomie lorsqu'il était au pouvoir, il prône à nouveau, à partir de son éviction, l'idée de l'union à la Grèce. Mais, il juge que le prince Georges est incapable de la réaliser, faute d'avoir pu faire accepter l'idée auprès des Grandes puissances. Il reprend ces griefs et dénonce la corruption de l'entourage du prince Georges au printemps 1905, quand une insurrection dont il est le chef éclate contre le gouvernement crétois,.
En février 1905, Venizélos prépare son coup d'État avec un groupe de dix-sept chefs crétois qui deviennent le noyau de son mouvement. Ils sont rejoints par trois cents révolutionnaires qui, bien qu'ils ne constituent pas une grande menace d'un point de vue militaire, s'avèrent très difficiles à déloger, cachés dans les gorges de Thérissos. Le 10 mars 1905, environ 1 500 Crétois se réunissent à Thérissos, qui devient alors le centre de la révolte. Dès les premiers moments, on rapporte des heurts entre la gendarmerie et des rebelles. L'idée conductrice de cette rébellion est le rattachement de la Crète à la Grèce. Le premier jour du soulèvement, Venizélos déclare que l'Enosis n'est pas possible tant que le prince Georges reste haut-commissaire de l'île.

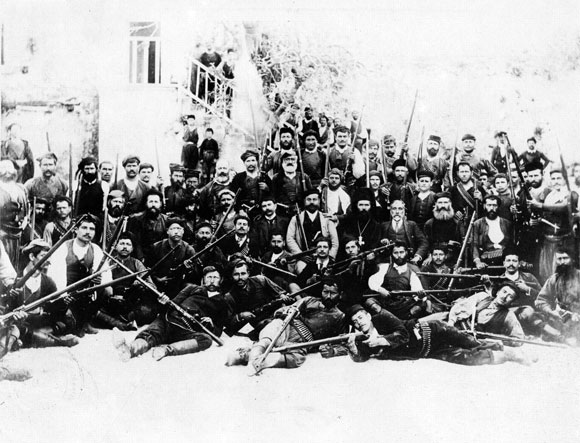
Révolutionnaires à Thérissos.

Dès le début, de nombreuses réunions sont organisées entre les consuls des Grandes puissances en Crète. Le renforcement de la gendarmerie locale par des troupes européennes est vite envisagé. Rapidement, le prince Georges de Grèce obtient des Puissances européennes la création d'un corps international pour aider la police crétoise à protéger La Canée d'une attaque des rebelles depuis les montagnes. Le gouvernement grec, dirigé par Theódoros Deligiánnis, condamne l'action de Venizélos, préférant soutenir le pouvoir officiel du prince Georges. Deligiannis l'informe même de son soutien et invite les journaux athéniens à condamner le coup d'État de Venizélos.
Les Grandes puissances, présentes sur l'île depuis la révolte de 1897, interviennent militairement. Mais, réalisant peu à peu que le prince Georges perd le soutien de la population, elles organisent des négociations. Le 13 juillet, les chefs des insurgés sont invités à rencontrer les consuls européens. Ces discussions n'aboutissent à rien si ce n'est la déclaration de la loi martiale par les puissances et l'occupation des principales villes de l'île. Avec l'arrivée de l'hiver et le manque de moyens, à la mi-octobre, Venizélos et ses compagnons reconnaissent qu'il leur est difficile de maintenir la révolte, d'autant que les dernières opérations militaires sont désormais directement dirigées contre eux, notamment celles des Russes. Ils annoncent qu'ils sont prêts à remettre le sort de l'île entre les mains des puissances. Venizélos engage de nouvelles négociations avec les consuls en vue d'obtenir un maximum de concessions. Dans une lettre aux Grandes puissances, il affirme son intention de déposer les armes en échange d'honorables conditions. La plupart des insurgés sont prêts à rendre les armes et, pour ceux qui refusent de les déposer, il est proposé de les acheminer vers la Grèce sans être désarmés. Le 25 novembre, le camp de Thérissos est levé et l'amnistie proclamée,.
En février 1906, les grandes puissances chargent une mission d'étudier les questions de l'administration et des finances en Crète. À la fin du mois de mars, les membres de la commission ont terminé leur étude, qu'ils remettent aux puissances. En mai, les élections ne donnent qu'une minorité au parti de Venizélos. Cependant, en septembre 1906, le prince Georges quitte finalement l'île et son poste de haut-commissaire et Aléxandros Zaïmis le remplace. Pour Elefthérios Venizélos, c'est un succès : il sait l'union avec la Grèce inéluctable. Après l'épisode de Thérissos, il apparaît comme une figure politique incontournable et sa renommée dépasse les frontières de la Crète et de la Grèce.

#### Retour en politique
Cependant, le mouvement de Thérissos le laisse dans une situation financière périlleuse. Il y a engagé des fonds et accumulé des dettes. Sa maison de Chalépa manque d'être vendue. il décide alors de la louer et vit dans le centre de La Canée. Il rouvre son étude et reprend son métier d'avocat.
En 1908, la révolution Jeunes-Turcs bouleverse le paysage politique ottoman et tend les relations entre l'Empire ottoman et la Crète. Les nouveaux dirigeants souhaitent en effet revenir sur les accords passés concernant le statut de l'île et veulent qu'elle réintègre l'Empire. Le 10 octobre, profitant de l'absence d'Aléxandros Zaïmis, le comité qui le remplace proclame l'union de la Crète à la Grèce, une position approuvée ensuite par le parlement. Le poste de haut-commissaire est aboli et la constitution grecque adoptée. Elefthérios Venizélos en profite pour faire son retour en politique. Un comité exécutif se réunit, au sein duquel il se retrouve chargé des affaires étrangères. Le gouvernement grec de Geórgios Theotókis ne se risque cependant pas à ratifier cette union. Pourtant les Grandes puissances ne protestent que mollement.

### Au pouvoir en Grèce

#### L'accession au pouvoir

##### Le coup d'État militaire de Goudi
En 1908, à Athènes, des officiers fondent une société secrète : la « Ligue militaire » (Στρατιωτικός Σύνδεσμος). Elle réagit à la situation dans laquelle se trouve la Grèce au début du XXe siècle : crise économique, discrédit du monde politique et faiblesse militaire et diplomatique. Les symboles de cet état de fait sont, pour la Ligue, l'échec de l'Énosis de la Crète et la défaite humiliante dans la guerre contre la Turquie en 1897. La révolution Jeunes-Turcs en juillet 1908 a été un déclencheur. La Ligue se donne la même mission de régénération de la Grèce. Le 15 août 1909 (28 août dans le calendrier grégorien), elle réunit ses très nombreux fidèles autour des casernes de Goudi, dans la banlieue est d'Athènes. Elle compte ainsi faire pression sur le gouvernement pour lui faire accepter ses exigences politiques, mais aussi sociales, économiques et, bien sûr, militaires dont la baisse de la pression fiscale (avec la mise en place de l'impôt sur le revenu), la titularisation des fonctionnaires (pour qu'ils ne dépendent plus des politiques), l'amélioration de la condition ouvrière, la condamnation de l'usure, le renvoi de l'armée des princes royaux et principalement du diadoque Constantin, à qui on reproche la défaite de 1897, et le réarmement naval et terrestre. Les insurgés ne demandent pas l'abdication du roi, ni une dictature militaire, ni même un changement de gouvernement. Ils annoncent respecter les formes de la démocratie parlementaire. Mais, malgré de grandes manifestations populaires de soutien à la Ligue militaire en septembre, la situation politique s'enlise,.

##### L'appel à Venizélos
Dès la fin du mois d'août 1909, Venizélos fait connaître son soutien à l'action de la Ligue militaire. En septembre, il publie une série d'articles dans un journal de La Canée, Keryx, où il suggère la convocation en Grèce d'une Assemblée nationale (nom donné au parlement hellénique lorsqu'il est réuni pour des raisons exceptionnelles, dans ce cas, le nombre de députés élus est le double de celui du parlement habituel) pour lutter contre l'oligarchie ploutocratique et dynastique ainsi que la mise en place d'une dictature (temporaire) pour lutter contre la putréfaction politique. En octobre, les militaires de la Ligue, via leurs agents en Crète, invitent Venizélos à venir à Athènes leur apporter son aide. En décembre, ils vont plus loin et lui proposent le poste de Premier ministre de Grèce. Cependant, celui-ci refuse car il ne désire pas apparaître comme l'homme des militaires, aux yeux des Grecs comme à ceux du reste du monde. Il ne veut pas non plus se heurter de front au roi des Hellènes Georges Ier et aux « vieux » partis politiques,,.

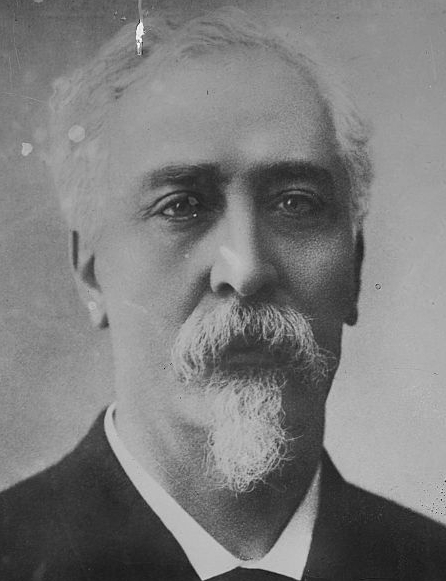
Stéphanos Dragoúmis.

Il séjourne finalement à Athènes du 10 janvier au 4 février 1910. Il se rend d'abord auprès de la Ligue militaire pour faire part de son évaluation de la situation. Il se refuse alors à la mise en place d'une dictature, considérant qu'il est trop tard pour cette solution énergique. Il refuse aussi toute abdication du souverain. Il insiste sur la nécessité de faire procéder à des élections législatives et de confier à une Assemblée nationale le soin de réaliser le programme des réformes. Il refuse à nouveau le poste de Premier ministre mais suggère la création d'un gouvernement de transition dirigé soit par Stéphanos Dragoúmis, soit par Stéphanos Skouloúdis,. Il joue ensuite le rôle de médiateur entre la Ligue et les « vieux » chefs politiques des principaux groupes parlementaires, Dimítrios Rállis et Geórgios Theotókis, pour les convaincre d'accepter ses propositions. Plus ou moins convaincus, les deux hommes présentent alors ces solutions lors d'un Conseil de la couronne qui réunit, le 29 janvier, les principaux acteurs politiques (Mavromichális, Rallis, Theotokis, Dragoúmis, Zaimis et le président de la Vouli) sous l'égide du roi. Venizélos, sans rôle politique en Grèce ni légitimité, en est absent. Cependant, les solutions qu'il propose sont adoptées : convocation d'une Assemblée nationale chargée de réviser la constitution ; démission du gouvernement de Kyriakoúlis Mavromichális, remplacé par un gouvernement de transition et chargé d'organiser les élections législatives. Il est confié à Stéphanos Dragoúmis, considéré comme « indépendant ». Le chef de la Ligue militaire, Nikólaos Zorbás, est nommé ministre de l'Armée de terre. En échange, Venizélos réussit à convaincre la Ligue militaire de se dissoudre afin de ne pas entraver le jeu politique. Le souverain convoque de nouvelles élections le 31 mars 1910 ; trois jours plus tard, la Ligue annonce sa dissolution,,.
Avant de partir, Venizélos répond aux journalistes athéniens à propos de l’enosis de son île natale. Il considère alors que c'est devenu une question « militaire » et qu'il n'est plus possible de faire confiance à la diplomatie des Puissances occidentales. C'est pour cela qu'il appelle de ses vœux une rapide réforme de l'armée. Il reste en retrait lors de la campagne pour les élections à l'assemblée crétoise en avril 1910. Lorsque ses partisans les remportent, il leur suggère la modération vis-à-vis des députés musulmans, principalement. Les troubles sont ainsi évités. Venizélos devient, même pour les Puissances occidentales, un « tireur d'épines » de plus en plus apprécié et de plus en plus populaire. Il ne peut cependant s'impliquer plus : il souffre d'une phlébite et part se reposer sur le golfe de Corinthe.

##### Double victoire électorale
Elefthérios Venizélos ne participe donc pas directement aux élections à l'Assemblée nationale qui se tiennent en août 1910. Ses partisans le présentent malgré tout pour un siège en Attique-Béotie. Il ne participe même pas à la campagne électorale. Il part en voyage d'agrément qui se transforme vite en tournée diplomatique, en Europe occidentale. C'est là qu'il apprend qu'il est élu et que les députés qui se réclament de lui ont obtenu une majorité relative de 146 sièges sur 362 (le nombre de députés est doublé en cas d'Assemblée nationale). Il revient alors à Athènes. Le gouvernement Dragoúmis démissionne et Venizélos devient Premier ministre en octobre 1910,, la Grèce à alors une superficie de 63 211 km carrés.
Cette nomination ne va pas de soi. Aux journalistes qui l'avaient interrogé au printemps, Venizélos avait répondu qu'il avait trop de différends avec le souverain pour accepter de gouverner avec lui. De plus, nombre de ses proches sont anti-monarchistes. Enfin, en ce début d'octobre, une révolution républicaine chasse le roi de son trône au Portugal. On croit que la même chose va se produire en Grèce. Venizélos surprend donc lorsqu'il déclare, début octobre : « La dynastie est indispensable à la Grèce et le roi actuel rend au pays des services dont il ne peut se priver. Si je dois prendre part à la vie politique de la Grèce, je suis résolu à soutenir le trône aussi énergiquement que possible. » Cependant, cette tentative de se concilier le souverain ne réussit pas et celui-ci continue à se montrer froid.
Venizélos s'entoure de collaborateurs acquis à la politique de réformes et commence à appliquer le programme des révolutionnaires de Goudi, appuyé sur une forte popularité. L'ambassadeur d'Autriche-Hongrie constate le 28 octobre 1910 : « Venizélos est une sorte de consul populaire et presque de dictateur de la Grèce. L'enthousiasme du peuple, qui l'acclame partout, saute aux yeux. » Venizélos décide de convoquer immédiatement de nouvelles élections pour asseoir sa majorité. Elles se déroulent en décembre 1910. Il prend soin de se présenter comme l'adversaire des « vieux » partis (qui boycottent le scrutin et l'accusent d'abandonner la Crète, où ils préféreraient qu'il soit resté), mais aussi comme libre de l'influence de la Ligue militaire qui est allée le chercher après le coup de Goudi. Ainsi, il n'hésite pas à prendre comme aide-de-camp Ioánnis Metaxás, une des bêtes noires de la Ligue, qui avait réussi à l'écarter. Il prend aussi soin de ménager l'Empire ottoman qui s'inquiète de son accession au pouvoir, toujours à propos du statut de la Crète. Il décide que l'île ne participe pas aux législatives grecques et que si des Crétois sont élus, leur élection sera annulée. C'est surtout un moyen d'éviter un conflit militaire alors que la Grèce n'est pas encore prête. Il participe aussi activement à la campagne électorale, contrairement à l'été précédent. Il effectue de nombreuses tournées, surtout en Thessalie, où il défend ardemment son programme de réforme agraire dans une région de paysans pauvres vivant à côté des grands domaines. Venizélos remporte les élections avec une majorité de 300 sur 362 députés,,.

#### Les grandes réformes
Dès le 18 septembre, lorsqu'il descend du navire qui l'amène de Crète, il est accueilli par une immense foule qui lui demande que l'Assemblée nationale qui vient d'être élue soit une assemblée constituante. Venizélos répond qu'il la considère plutôt comme une « assemblée révisionniste ». Lorsque l'Assemblée nationale suivante est élue, il se tient à cette interprétation. Les cinquante amendements constitutionnels de 1911, préparés par une commission dirigée par Stéphanos Dragoúmis, font qu'on considère souvent malgré tout qu'après cette date la Grèce dispose d'une nouvelle loi fondamentale. Cette révision réforme le statut de la propriété, ouvrant la perspective d'une réforme agraire (300 000 arpents sont distribués à 4 000 familles d'agriculteurs en Thessalie) ; l'enseignement agricole est encouragé tout comme les coopératives agricoles ; un Ministère de l'Agriculture est créé et un agronome est nommé dans chaque région. Les fonctionnaires deviennent inamovibles et une partie du recrutement se fait par concours. Les magistrats sont protégés par un Conseil Supérieur de la magistrature. Des mesures sociales, prises dès la session parlementaire de 1911, améliorent le sort des classes populaires : interdiction du travail des enfants, du travail de nuit des femmes, repos dominical obligatoire, création d'assurances sociales. Le droit syndical est reconnu. La stabilisation de la drachme permet de nouveaux emprunts à l'étranger. Le budget de l'État devient excédentaire. L'évasion fiscale est jugulée. La taxe sur le sucre est diminuée de 50 %. L'armée est réorganisée avec l'aide de la France, qui envoie une mission militaire dirigée par le général Eydoux (l'Allemagne ayant réformé l'armée turque). La marine est réorganisée par une mission britannique menée par l'amiral Tufnell. Cependant, les militaires sont exclus de la vie politique et Constantin et les princes retrouvent leurs postes dans l'armée. Cela mécontente les membres de la défunte Ligue militaire qui envisagent un temps de la recréer, voire de refaire un « coup »,,,. L'Assemblée nationale « révisionniste » ayant réalisé les réformes pour lesquelles elle avait été réunie se sépare en décembre 1911 et des élections (pour une Vouli normale) sont organisées le 24 mars 1912. Elles démontrent la popularité de la politique de Venizélos qui voit sa majorité (en voix) augmenter tandis qu'il obtient 146 des 181 sièges,,.
En tant que Premier ministre, Venizélos a l'honneur de participer au second vol de l'histoire de l'aviation grecque. Le 8 février 1912 (calendrier julien), après un premier vol, Emmanuel Argyropoulos emmène Venizélos comme passager à bord de son Nieuport.

### Les guerres
Elefthérios Venizélos, par sa politique de réformes, prépare l'armée et la marine grecques afin d'affronter les tensions internationales qui se profilent. Cette préparation permet à la Grèce de sortir en grand vainqueur des deux guerres balkaniques de 1912-1913. Cependant, le roi Georges Ier, avec qui Venizélos a fini par nouer une relation cordiale, est assassiné lors d'une visite à Thessalonique, devenue grecque. Les relations entre Venizélos et son successeur, le roi Constantin Ier, sont souvent conflictuelles. Dès la première guerre balkanique, les désaccords ont été grands, à propos notamment de l'itinéraire de l'armée ou des villes devant être libérées en priorité. Plus tard, la pierre d'achoppement entre le souverain et son Premier ministre est la neutralité (voulue par Constantin) pendant la Première Guerre mondiale. Venizélos démissionne le 21 février 1915 de son poste de premier ministre. Cette démission entraîne un profond schisme politique en Grèce.

#### Les guerres balkaniques

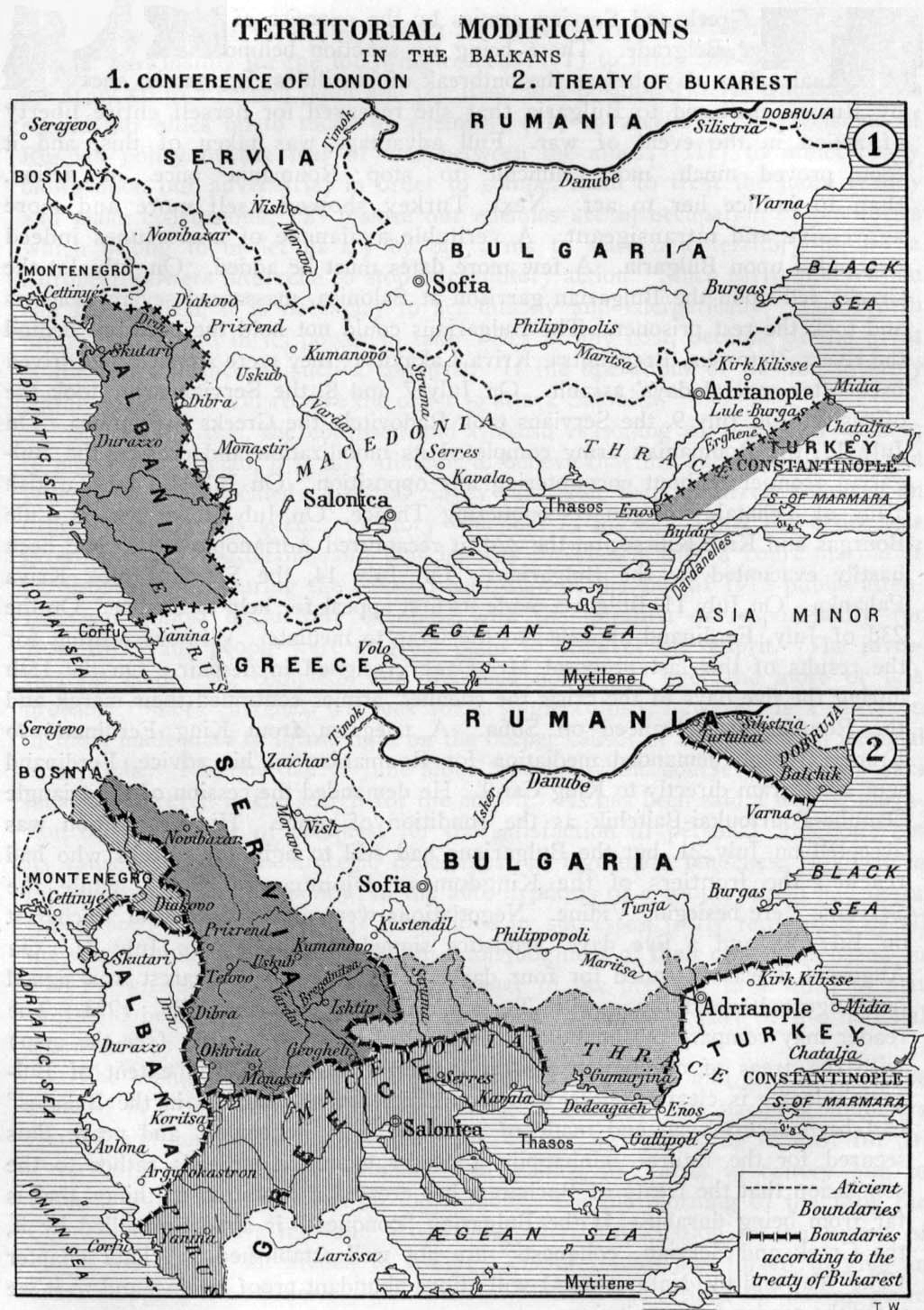
Les modifications territoriales consécutives aux guerres balkaniques.

##### Venizélos face au contexte international
La révolution Jeunes-Turcs de 1908 inquiète les non-Turcs de l'Empire ottoman, ainsi que les pays voisins. Les premiers espoirs suscités par cette révolution libérale qui avait promis l'égalité entre les différents groupes ethniques de l'Empire commencent à s'estomper devant la politique d’ottomanisation. La question de la Macédoine se pose avec de plus en plus d'acuité. Cette région est peuplée de Grecs, de Bulgares, de Serbes, d'Albanais, de Turcs et de Valaques. Tous les pays avec des minorités ethniques dans la région essayent d'y faire avancer le plus possible leurs intérêts. Or, l’ottomanisation menace de faire regagner du terrain aux Turcs en Macédoine, ce que ne peuvent accepter les autres pays balkaniques,,.
Au même moment, l'Italie, qui se cherche un empire colonial, a attaqué et vaincu l'Empire ottoman et s'est emparée de la Libye et du Dodécanèse en 1911. Giolitti avait promis à Venizélos de rétrocéder ces îles à la Grèce, mais n'a pas tenu sa promesse. Si Venizélos ne joint pas la Grèce au mouvement anti-ottoman qui se dessine, elle risque de se retrouver exclue du partage futur de la Macédoine, comme elle s'est vu refuser le Dodécanèse par l'Italie. Venizélos hésite cependant à attaquer ouvertement l'Empire ottoman, à cause des nationaux grecs présents partout sur le territoire de l'Empire et potentiellement à la merci de représailles ottomanes.
Les autres États de la région essayent en effet à ce moment de s'entendre. Toute une série d'accords est signée. Le 22 février 1912, la Serbie et la Bulgarie signent un traité d'alliance contre l'Empire ottoman qui prévoit un partage de son territoire européen. Le Monténégro signe ensuite des conventions avec la Serbie et la Bulgarie. La Grèce, quant à elle, a déjà des accords, non écrits, avec la Serbie et le Monténégro. Le problème est alors de fermer le cercle entre la Bulgarie et la Grèce, qui s'affrontent indirectement depuis vingt ans en Macédoine. Elefthérios Venizélos finit par réussir à convaincre ses interlocuteurs à Sofia en suggérant de renvoyer la question du partage du butin à après la victoire. L'accord est finalement signé le 16 mai 1912 (julien) et complété le 22 septembre (julien). Il s'agit avant tout d'un accord défensif valable trois ans, dirigé contre l'Empire ottoman, et donc peu précis quant au partage des territoires en cas de victoire,,,. La Roumanie n'entre pas alors dans la Ligue balkanique car Venizélos a exprimé de grandes réticences à l'entrée de ce pays dans l'alliance contre les Ottomans.

##### Les divisions politiques lors de la Première guerre balkanique
Au cours de la Première Guerre balkanique, un profond fossé se creuse entre Venizélos et le diadoque (prince-héritier) Constantin, ce qui aura de graves conséquences lors de la Première Guerre mondiale. L'Armée de Thessalie, commandée par Constantin, a en effet pour objectif, fixé par le gouvernement de Venizélos (soutenu par le roi Georges Ier), d'atteindre Thessalonique avant les forces bulgares. C'est un objectif éminemment politique et symbolique. De leur côté, l'état-major et le prince désirent marcher sur Bitola. L'objectif est d'abord militaire : prendre Bitola provoquerait la défaite totale des troupes ottomanes (et donc la revanche sur la défaite de 1897). Mais, il est aussi nationaliste : prendre Bitola permettrait de contrôler la quasi-totalité de la Macédoine. Après la victoire de Sarantaporo, les dissensions entre l'état-major et le gouvernement apparaissent au grand jour. Pour profiter de la victoire militaire, Constantin demande à nouveau à marcher sur Bitola. Le roi Georges Ier doit user de toute son autorité sur son fils pour lui faire accepter que les objectifs du conflit sont avant tout politiques et non militaires. Le prince tourne alors tout son ressentiment contre le Premier ministre Venizélos.

##### Les négociations de paix

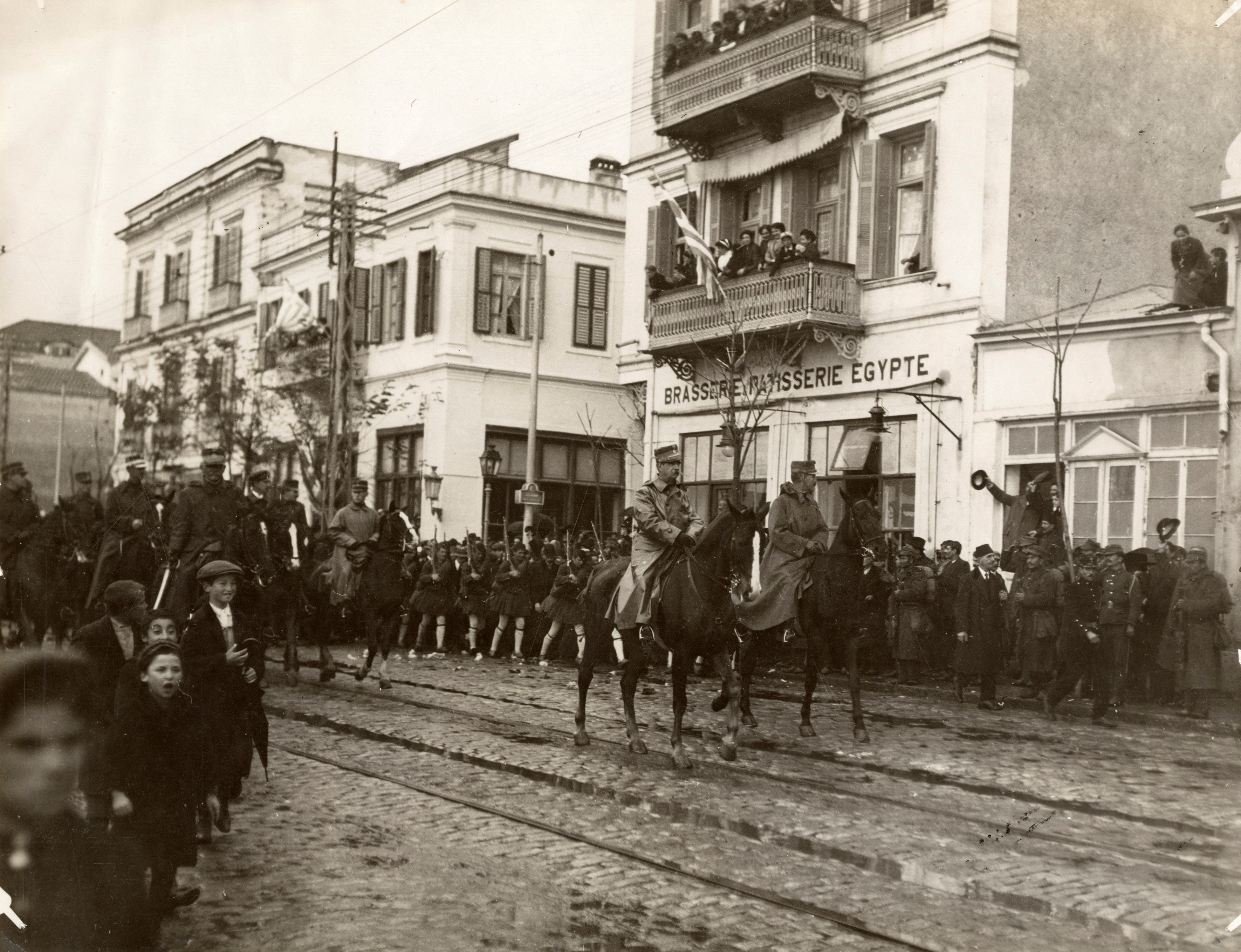
Les troupes grecques entrant dans Thessalonique.

La première phase de la première guerre balkanique s'achève le 3 décembre 1912 lorsque la Bulgarie, la Serbie et le Monténégro signent un armistice avec l'Empire ottoman. La Grèce continue seule la guerre, principalement en Épire, autour de Ioannina. Cependant, cet armistice permet d'entamer des négociations de paix. Les belligérants sont invités à Londres pour des pourparlers au palais St. James. Venizélos y représente son pays, en compagnie de Stéphanos Skouloúdis. Le problème n'y est pas tant les conditions faites aux Ottomans que le partage du butin entre les alliés. Chacun veut en effet la plus grosse part, principalement en Macédoine. Afin de maintenir l'alliance, Venizélos négocie souvent et directement avec son homologue bulgare Stoyan Danev pour concilier au mieux les appétits des deux pays. Les combats reprennent à la fin prévue de l'armistice, le 3 février 1913. Venizélos quitte alors Londres et retourne en Grèce via Belgrade et Sofia où il est très cordialement accueilli. Il retrouve le roi Georges à Thessalonique. À Athènes, il est attaqué par les députés du Parlement hellénique lors d'une séance très houleuse. On lui reproche toutes les concessions qu'il aurait promises à la Bulgarie lors des négociations. Les rumeurs les plus folles ont en effet couru : il aurait promis de faire de Thessalonique un port franc ; il aurait promis une frontière gréco-bulgare à quatorze kilomètres de Thessalonique ; il aurait promis Dráma, Kavala, Serrès… Il doit mettre les choses au point : il ne désire pas que la Grèce aille à l'est du Strymon, qui est avant tout une frontière naturelle, mais aussi parce que le pays n'a pas les moyens physiques d'occuper toute la Thrace. De plus, il préfère une frontière remontant plus au nord en Macédoine que s'allongeant vers l'est en Thrace. En parallèle, il entame des négociations secrètes, par l'intermédiaire du prince Nicolas, avec la Serbie. Il s'agirait de s'entendre afin de limiter la puissance bulgare.
Le traité de Londres du 30 mai 1913 ne satisfait donc personne et les tensions montent entre les anciens alliés. Les échauffourées se multiplient et débouchent sur la deuxième guerre balkanique, qui commence dans la nuit du 29 au 30 juin, lorsque la Bulgarie se retourne contre ses anciens alliés. Elle est très rapidement et très lourdement défaite. Lors des négociations de paix, à Bucarest, le principal problème entre la Grèce et la Bulgarie est le débouché sur la mer Égée pour cette dernière. Les Bulgares ne veulent pas se contenter de Dedeağaç, mais souhaitent une portion plus longue de la côte incluant Kavala. Venizélos est partisan de la solution minimale. Il entre en conflit avec son nouveau souverain Constantin Ier, devenu roi après l'assassinat de son père à Thessalonique, en mars 1913, qui, lui, est prêt à accorder aux Bulgares ce qu'ils demandent. La position de Venizélos est difficile lors des négociations et ce qu'il ne peut exprimer en public, il le fait en privé où il explose. Le ministre des Affaires étrangères roumain, Demetriu Ionescu, a été le témoin d'une de ces colères et la rapporte dans ses Souvenirs. Le traité de Bucarest n'accorde finalement aux Bulgares que le port de Dedeağaç.
Après la signature du traité de Bucarest, Venizélos se rend en Roumanie, dans les villes de Galaţi et Brăila, où résident alors de très fortes minorités grecques. Ce voyage est, de sa part, un geste d'amitié envers l'allié roumain. Le Premier ministre roumain, en retour, fait que l'accueil réservé à son homologue grec est triomphal, afin de témoigner des bonnes relations entre les deux pays. Les réticences de Venizélos en 1912 sont oubliées.

#### Le «Schisme national»

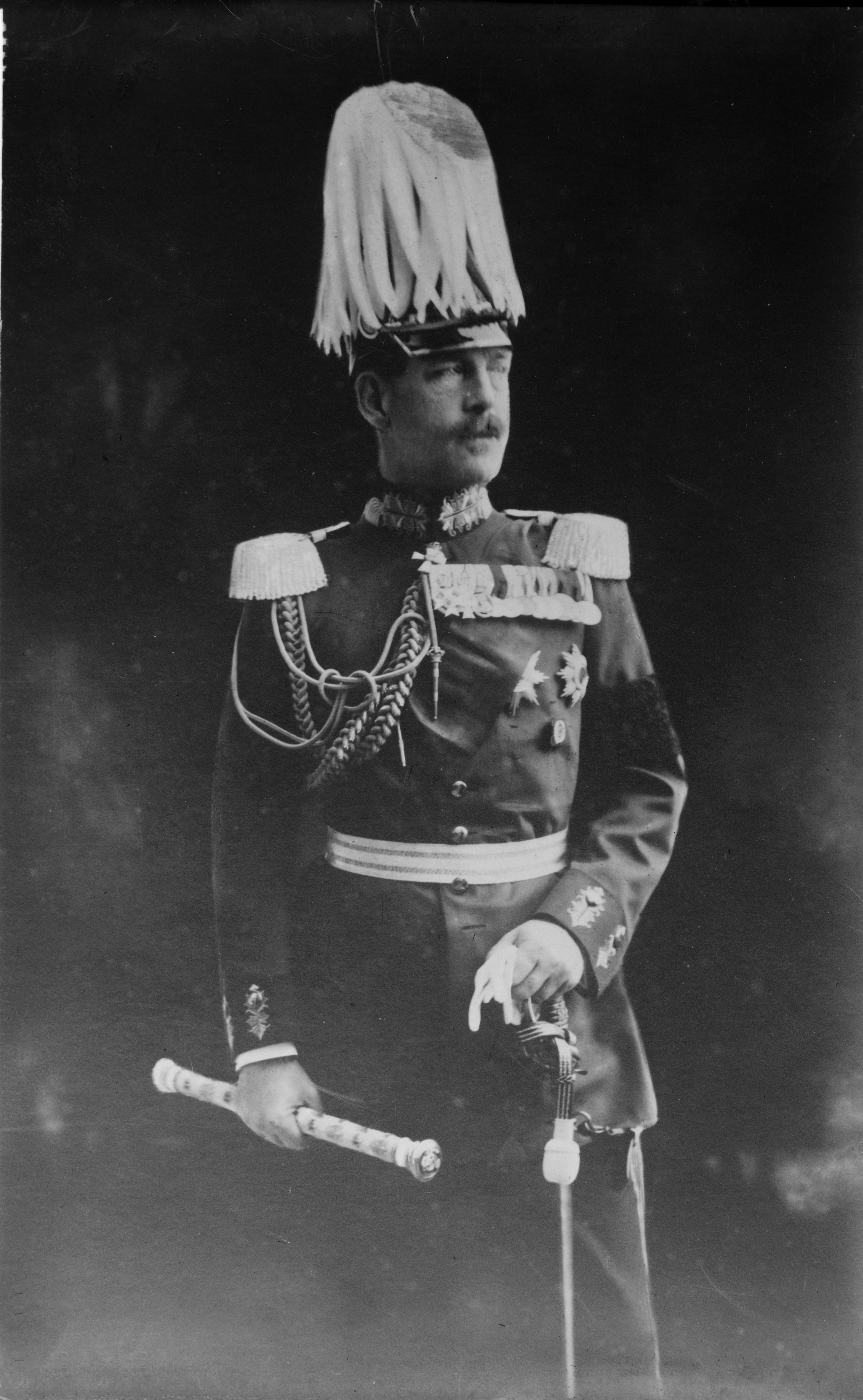
Constantin Ier en uniforme de feld-maréchal allemand.

Durant les douze mois qui séparent la fin des guerres balkaniques du début de la Première Guerre mondiale, la France et l'Allemagne essaient d'attirer la Grèce dans leurs alliances respectives. Elles le font parfois de façon symbolique : Guillaume II fait de son beau-frère Constantin, qui a été formé dans l'armée allemande, un feld-maréchal pour le récompenser de ses victoires lors des guerres balkaniques ; aussitôt, la France offre à Venizélos la Grand-Croix de la Légion d'honneur. Au printemps de 1914, la France et l'Allemagne s'immiscent dans les relations difficiles de la Grèce avec l'Italie à propos du Dodécanèse. Une escadre française relâche à Rhodes. Aussitôt partie, une escadre allemande lui succède. De même, les relations de la Grèce restent tendues avec l'Empire ottoman, jusqu'à ce que la situation se débloque, après un prêt français et une pression des conseillers militaires allemands sur la Porte. En juin, Venizélos doit rencontrer le grand vizir à Bruxelles, dans un but de détente. Mais il ne va pas plus loin que Munich et rentre précipitamment en Grèce : François-Ferdinand vient d'être assassiné à Sarajevo.

##### La neutralité difficile
Au début de la Première Guerre mondiale, la Grèce reste neutre, mais les grandes puissances essaient d'obtenir sa participation au conflit. Le pays traverse alors une grave crise intérieure. La Cour, et surtout Constantin, qui est marié à la sœur de Guillaume II, penchent plutôt pour les puissances centrales. Elefthérios Venizélos préfère quant à lui l'Entente.
Cependant, dans un premier temps, la neutralité de la Grèce est acceptée par les deux hommes, pour des raisons différentes. Venizélos ne veut pas engager son pays dans le conflit tant qu'il n'a pas obtenu de l'Entente des garanties concernant la Bulgarie. Il veut, dans un premier temps, ne s'engager aux côtés de l'Entente que si la Bulgarie s'y engage aussi, ou au moins rester neutre. Il craint les appétits territoriaux bulgares. La Bulgarie monnaye en effet son adhésion à la Triple Alliance ou à l'Entente en fonction de ce qui lui est proposé en matière de gains territoriaux. Venizélos refuse de lui accorder des territoires grecs en Thrace (le problème de Kavala), même si l'Entente le lui demande, sans garanties très fortes que la Grèce obtiendrait la région de Smyrne en échange. Il est par contre prêt à céder des territoires serbes ou roumains. De plus, comme pour les guerres balkaniques, Venizélos craint de déclarer la guerre à l'Empire ottoman. Il reste soucieux du bien-être des très nombreuses populations grecques vivant dans cet empire,,.
Aussi, dès l'ultimatum austro-hongrois à la Serbie, Venizélos décide d'une ligne de conduite très diplomatique. Il prévoit une demande d'aide de la Serbie, conformément aux termes de l'alliance signée au moment des guerres balkaniques. Celle-ci est en effet dirigée contre tout État attaquant l'un des deux alliés. Elle est prévue alors contre l'Empire ottoman et la Bulgarie, mais sans le préciser. Venizélos et le roi décident, entre le 25 juillet et le 2 août, de gagner d'abord du temps en prétextant que le Premier ministre est encore à l'étranger, puis d'informer la Serbie que la Grèce est à ses côtés, par une bienveillante neutralité en cas de guerre avec l'Autriche et en s'engageant militairement en cas d'attaque de la Serbie par la Bulgarie. La Grèce, contrairement à ce que prévoit l'alliance, ne mobilise pas son armée, afin de ne pas provoquer la Bulgarie. Cette attitude de Venizélos est aussi due au fait que la Serbie n'avait pas soutenu la Grèce au printemps 1914 lors de la montée des tensions avec l'Empire ottoman.

##### La rupture

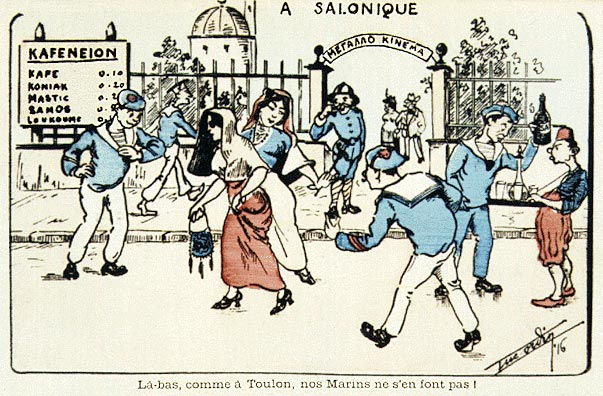
Les troupes françaises à Thessalonique (caricature).

Venizélos aurait souhaité une participation grecque à l'expédition des Dardanelles au début de l'année 1915. Mais le roi Constantin et l'état-major s'y opposent : ils se montrent partisans d'une intervention solitaire du royaume, afin de pouvoir s'emparer seule de Constantinople, l'objectif mythique de la Grande Idée. De plus, l'état-major ne veut pas dégarnir la frontière des troupes qui surveillent la Bulgarie. Le Premier ministre démissionne donc le 6 mars 1915. Le désastre naval pour la flotte franco-britannique, le 18 mars, porte un coup à sa popularité. On lui reproche d'avoir voulu entraîner la Grèce dans cette aventure. Au contraire, le roi est loué pour sa clairvoyance.
Le 13 juin 1915, Venizélos remporte les élections législatives avec une majorité de 184 sur 316 députés. Il redevient Premier ministre le 16 août. Le 3 octobre, il autorise les forces alliées qui se replient depuis les Dardanelles à débarquer à Thessalonique, base logique pour la Serbie, attaquée de toutes parts. Il se justifie de cette décision lors d'un long et houleux débat au Parlement hellénique le 4 octobre. Il insiste sur la nécessité d'aider la Serbie, ce dont les 150 000 soldats franco-britanniques sont plus capables que les soldats grecs. Il compare aussi la situation de cet automne 1915 avec celle d'avant le coup de Goudi de l'été 1909. Sa politique est approuvée par la Chambre. Le lendemain, 5 octobre, le roi le convoque à Tatoï et lui signifie son renvoi. L'Entente, dont il est devenu l'homme en Grèce, se demande alors si elle ne doit pas intervenir pour exiger son rappel. Le 4 novembre, Venizélos suscite un débat au Parlement hellénique. Il insiste sur le fait que les Bulgares sont entrés en guerre aux côtés du Reich et de la double monarchie et que Thessalonique est menacée. Il réussit à faire tomber le gouvernement d'Aléxandros Zaïmis qui lui avait succédé, mais il n'est pas rappelé pour former un gouvernement. Le débat a aussi définitivement mis face à face les politiques du roi et de Venizélos, accentuant leur opposition. Le roi dissout alors la chambre. Aux élections législatives de décembre, le parti du roi obtient une très large majorité : Venizélos et ses partisans ont refusé de prendre part au scrutin. L'affrontement sort des voies démocratiques.
Les diplomates français à Athènes mettent alors leurs moyens de propagande au service de Venizélos. L'analyse est claire : le roi est pro-allemand ; sa neutralité est signe qu'il souhaite la victoire de l'Allemagne ; l'armée d'Orient, coincée dans Thessalonique, ne peut ouvrir de réel deuxième front qui soulagerait le front en France au moment où se déroule la bataille de Verdun ; Venizélos est pro-Entente ; il faut donc remettre Venizélos au pouvoir en Grèce. Celui-ci est alors si populaire que, lors de la grande manifestation en son honneur le 3 janvier, il serre tant de mains qu'il faut bander la sienne le lendemain. Il multiplie les manifestations (comme celle de la fête nationale le 25 mars) pour pousser le roi soit à le rappeler, soit à abdiquer, à moins que l'Entente ne consente enfin à déposer le souverain pro-allemand.
Le roi Constantin, ne voulant pas des troupes de l'Entente sur son territoire, autorise, en avril-mai 1916, les Bulgares à avancer en Thrace et à y occuper un certain nombre de places fortes pour menacer les alliés,. En réponse, Venizélos propose aux représentants de l'Entente, le 30 mai, de se rendre à Thessalonique où il soulèverait l'armée, convoquerait l'ancienne chambre (d'avant les élections de décembre 1915) et formerait un gouvernement provisoire. Aristide Briand donne son accord. La flotte de l'amiral Dartige du Fournet est autorisée à se rendre à Athènes pour préparer ce pronunciamiento vénizéliste. La Grande-Bretagne, la Russie et l'Italie, font alors connaître leur opposition au projet. La France se contente d'envoyer une note demandant à la Grèce de démobiliser son armée et de procéder à de nouvelles élections. Cet ultimatum est accepté. La rumeur court alors que le roi va faire arrêter Venizélos. La France met à sa disposition un torpilleur pour lui permettre de quitter rapidement Athènes. La campagne électorale fait monter la tension en août. Les partisans des deux camps s'opposent de plus en plus violemment dans les rues d'Athènes. Le 27 août, les vénizélistes y réunissent 50 000 personnes. Les royalistes répondent avec une manifestation équivalente deux jours plus tard.

##### L'installation à Thessalonique

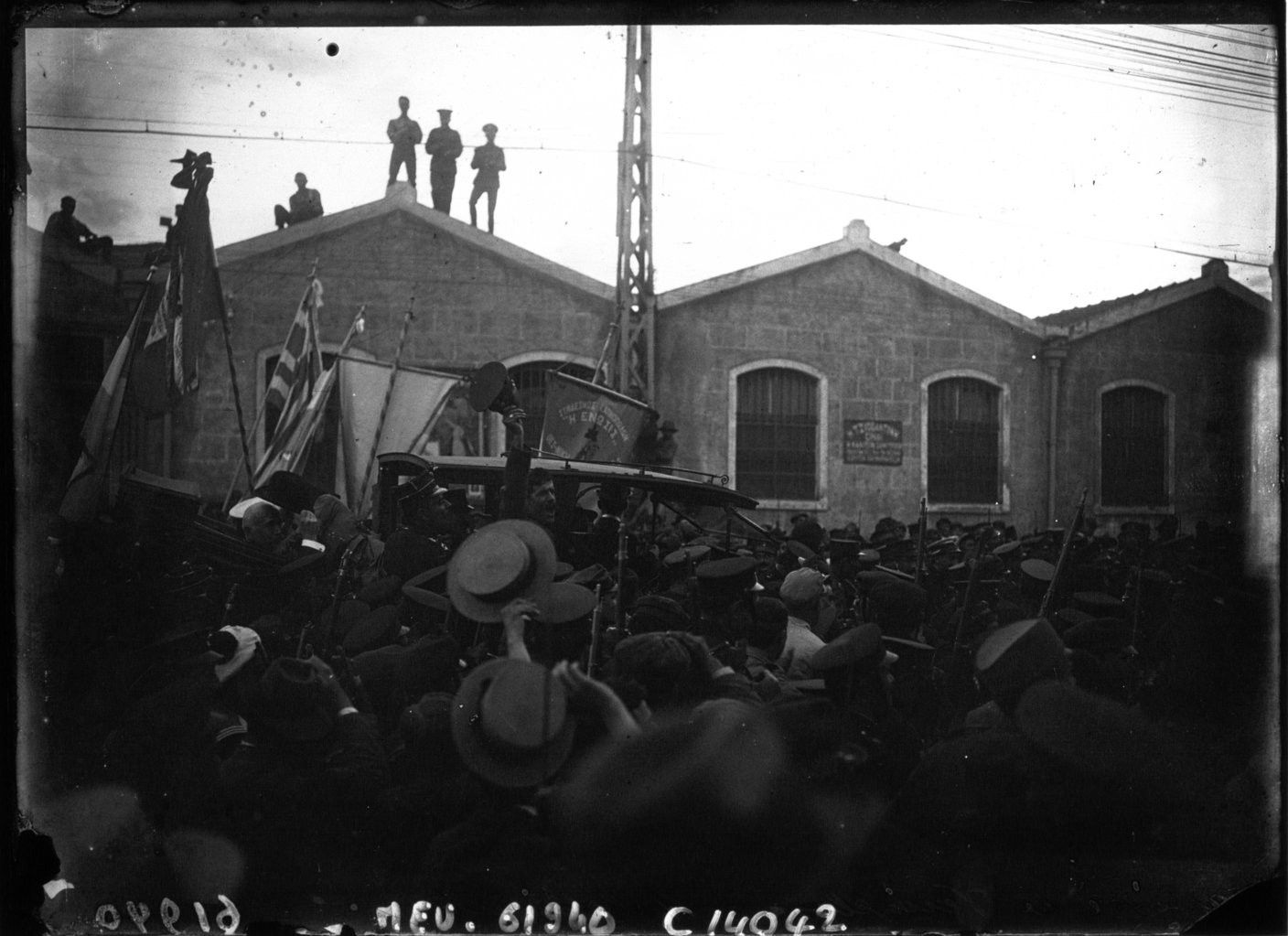
Arrivée de Vénizélos à Salonique, en 1916.

La présence franco-britannique dans Thessalonique, l'évolution du conflit et l'entrée en guerre de la Roumanie poussent un certain nombre d'habitants de Thessalonique et des officiers grecs à se ranger du côté de l'Entente. Un « Comité de Défense Nationale » est créé le 31 août (17 août julien) 1916 et immédiatement reçu (et donc reconnu) par le commandant en chef des forces franco-britanniques, le général Sarrail. Elefthérios Venizélos quitte Athènes dans la nuit du 24 septembre, avec l'aide des ambassades française et britannique, pour la Crète.

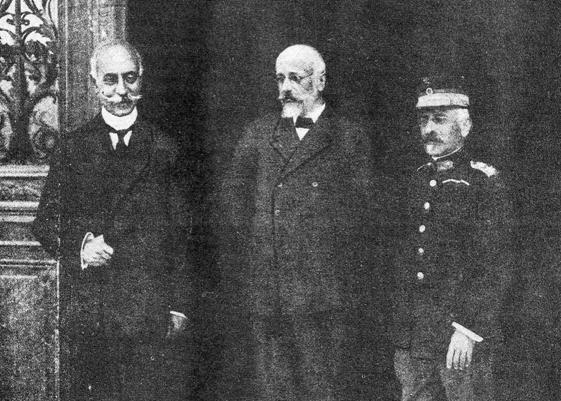
Le triumvirat (de gauche à droite) Koundouriotis, Venizélos et Danglis à Thessalonique.

Il rejoint ensuite Thessalonique le 9 octobre (26 septembre julien) et entre dans le « Comité de Défense nationale » transformé en « Gouvernement de défense nationale » qu'il dirige avec l'amiral Pávlos Koundouriótis et le général Danglís. Ce gouvernement n'est cependant pas reconnu officiellement par l'Entente : la Russie et l'Italie s'y opposent alors que la France l'aurait voulu. Il est diplomatiquement considéré comme un « gouvernement de fait », ce qui irrite Venizélos.
La Grèce est alors coupée en trois par l'« Ethnikos Dikhasmos » (le « Schisme National ») : au sud, la zone dépendant du gouvernement royaliste avec pour capitale Athènes ; au nord (Thessalie et Épire), celle du gouvernement provisoire, avec pour capitale Thessalonique ; et, entre les deux, une zone neutre contrôlée par les forces alliées pour éviter la guerre civile qui menace comme le montrent les événements de décembre 1916. Une flotte franco-britannique, commandée par l'amiral Dartige du Fournet, occupe en effet la baie de Salamine pour faire pression sur le gouvernement royaliste à qui divers ultimatums successifs, concernant principalement le désarmement de l'armée grecque, ont été envoyés. Le 1er décembre 1916, le roi Constantin semble céder aux exigences de l'amiral français, et les troupes débarquent pour s'emparer des pièces d'artillerie demandées. L'armée fidèle à Constantin s'était cependant secrètement mobilisée et avait fortifié Athènes. Les Français sont accueillis par un feu nourri. Le massacre des soldats français est surnommé les « Vêpres grecques ». Le roi félicite son ministre de la Guerre et ses troupes. Les anti-vénizélistes s'attaquent alors très violemment à leurs adversaires politiques. C'est le premier épisode de la « guerre civile » qui oppose partisans et adversaires de Venizélos.

##### L'exil du roi et le retour au pouvoir à Athènes
Venizélos déclare la guerre à l'Allemagne et à la Bulgarie le 24 novembre 1916. Il parcourt les régions qui lui sont fidèles pour tenter de mettre sur pied une armée. Au lendemain des événements d'Athènes, il demande à nouveau que son gouvernement soit reconnu formellement par les alliés. Royaume-Uni, Russie et Italie s'y refusent toujours, mais envoient des représentants à Thessalonique, le gouvernement français a désigné M. de Billy pour le représenter.

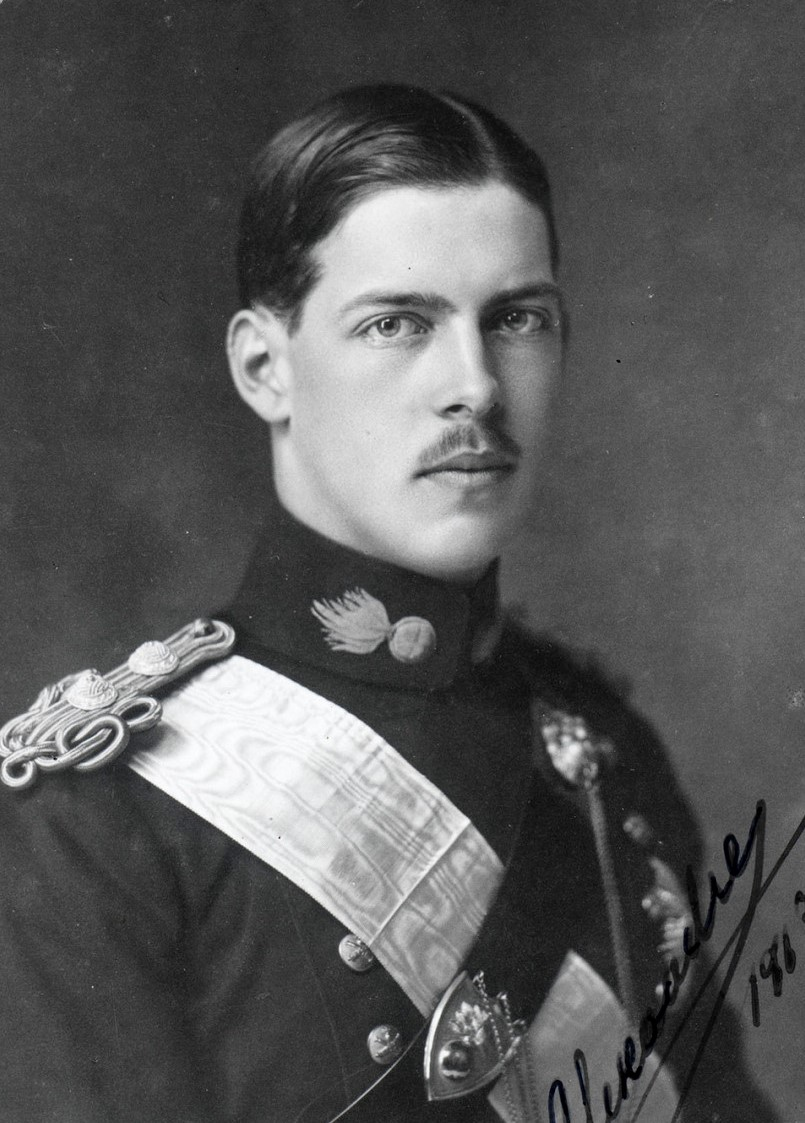
Le roi Alexandre Ier.

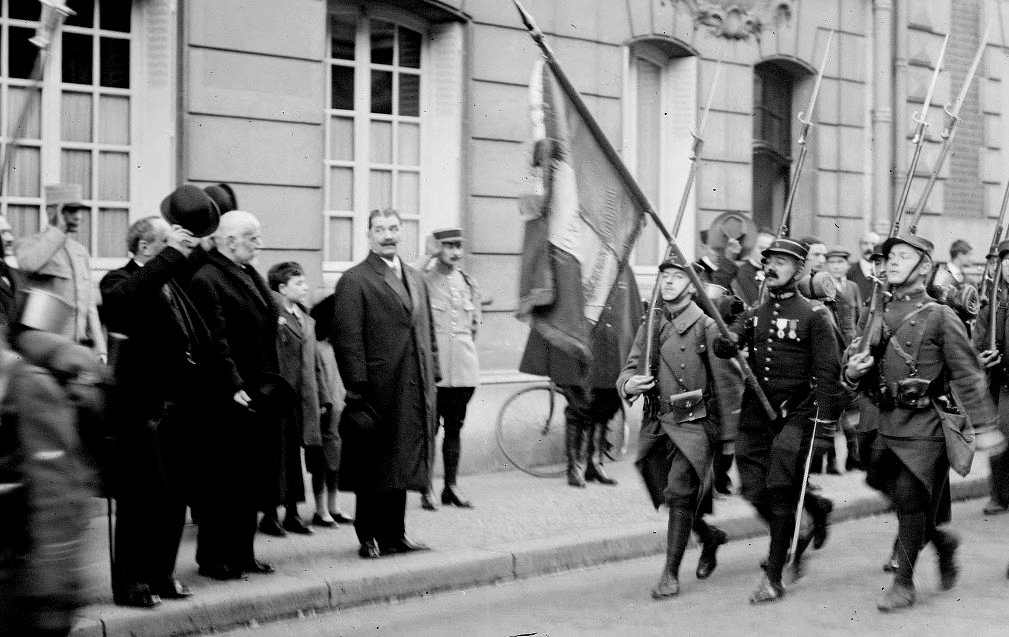
Eleftherios Venizelos à Paris en 1917.

Le développement du conflit finit par servir Venizélos. Après la Conférence de Rome des 6 et 7 janvier 1917, l'Entente s'attend à une attaque allemande dans les Balkans au printemps, pour soutenir son allié bulgare. Or, la Grande-Bretagne désire retirer ses troupes de Salonique pour les utiliser en Palestine. L'Italie désire faire de même pour mieux occuper l'Épire du Nord. La seule solution, sur le front d'Orient, serait alors de remplacer les troupes partantes par des troupes grecques mais, pour cela, il faudrait reconnaître le Gouvernement de Défense nationale. En mai, le Français Charles Jonnart est nommé Haut-Commissaire des Alliés à Athènes avec, pour première mission, de recréer l'unité nationale grecque. L'agitation monte dans la capitale. Les partisans du roi promettent des émeutes plus graves que celles de décembre si on leur impose Venizélos. De Thessalonique, celui-ci bombarde les alliés de télégrammes les poussant à agir le plus vite possible. Début juin, il devient évident qu'il n'est plus possible de concilier le roi et Venizélos. Il est donc décidé de déposer le roi et de demander à Venizélos qui mettre sur le trône à sa place.
Finalement, le 11 juin 1917, Ch. Jonnart remet une note des alliés demandant l'abdication du roi et la renonciation du diadoque Georges à la couronne. Le lendemain, Constantin part en exil, sans officiellement abdiquer. Son second fils, Alexandre, monte alors sur le trône. Le 21 juin, Venizélos débarque au Pirée. Le gouvernement Zaimis, royaliste, démissionne et, le 26 juin, Venizélos, appelé par le jeune roi, forme un nouveau gouvernement. En fait, c'est celui de Thessalonique qui s'installe à Athènes. L'archevêque d'Athènes Théoclitos excommunie Venizélos le 25 décembre pour son rôle dans la déposition du souverain,.

#### Le gouvernement Venizélos

##### L'implication dans la guerre
Elefthérios Venizélos établit alors une quasi dictature. La loi martiale est décrétée « jusqu'à la fin de la guerre ». La chambre du 13 mai 1915 est rappelée (elle avait été dissoute par le roi en octobre de la même année). Il prend des mesures autoritaires pour éviter un retour de ses ennemis, hommes politiques ou militaires. Les partisans du roi, comme Ioánnis Metaxás ou Dimítrios Goúnaris, sont exilés ou assignés à résidence. Ces « mises à l'écart » sont dues à l'intervention modératrice de la France qui organise elle-même les déportations vers la Corse alors que les vénizélistes auraient préféré mettre sur pied des tribunaux d'exception prononçant des peines de mort (ce qu'ils font à la fin de la guerre). Des révoltes militaires à Lamia ou Thèbes sont matées dans le sang. Venizélos fait exclure de l'Université les professeurs royalistes. Il suspend l'inamovibilité des juges pour punir ceux qui avaient persécuté ses partisans et 570 d'entre eux sont révoqués, tout comme 6 500 fonctionnaires, 2 300 officiers, 3 000 sous-officiers et hommes de troupe de la gendarmerie et 880 officiers de la marine militaire. Venizélos décide aussi la mobilisation générale et déclare la guerre à tous les ennemis de l'Entente, même s'il n'a pas les moyens d'y procéder et ensuite de mener des combats,,.

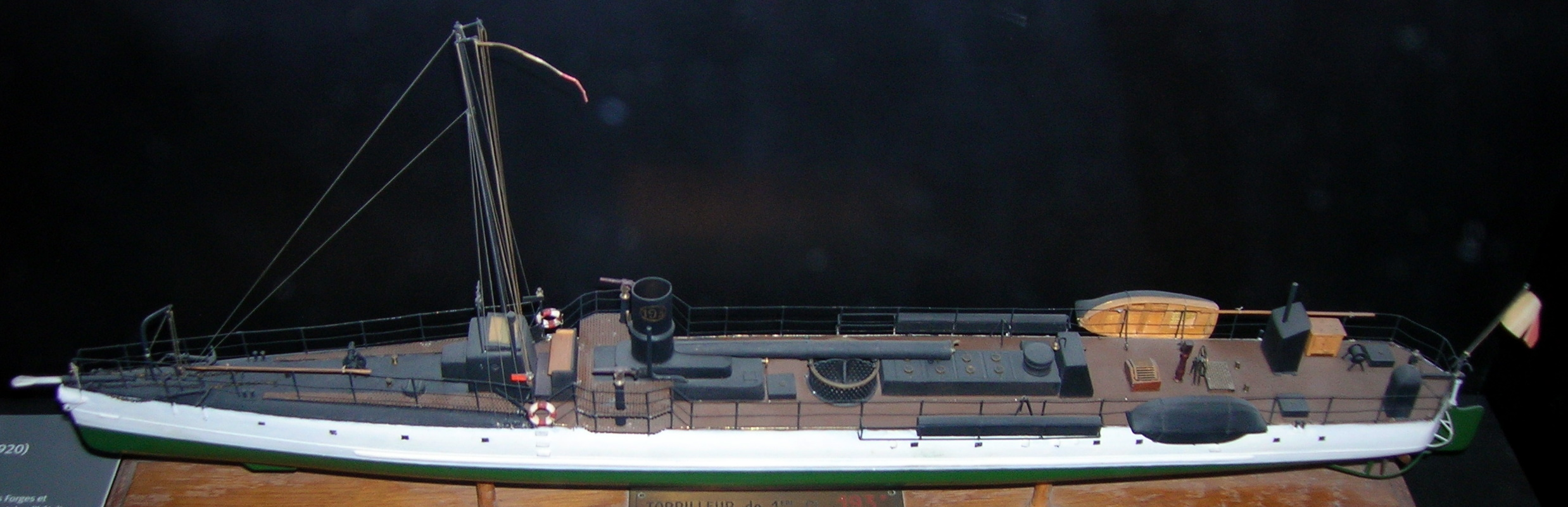
Torpilleur (français, ici) du même modèle que les torpilleurs grecs.

Cette décision lui permet d'obtenir le retrait des troupes de l'Entente qui s'étaient peu à peu installées en Grèce pour contrôler le roi Constantin. Venizélos obtient la restitution de l'arsenal de Salamine, de la flotte de torpilleurs grecs, de l'île de Thasos et du port de Lesbos. En 1915, pour attirer la Grèce à ses côtés, la Grande-Bretagne avait offert Chypre au gouvernement Zaimis. Venizélos réclame l'île en 1917, et provoque la colère britannique. Il exige et obtient le retrait italien d'Épire (Ioannina et Korçë étaient occupées).
De Thessalonique, le Gouvernement de Défense nationale avait déclaré la guerre à l'Allemagne et à la Bulgarie. Mais, ces deux pays ne reconnaissaient pas ce gouvernement, aussi la déclaration resta lettre morte. De plus, la Grèce de Thessalonique n'eut jamais de véritable armée. En 1917, ce gouvernement n'existe plus. Il faut donc à nouveau que la Grèce déclare la guerre aux ennemis de l'Entente. Mais, cette dernière avait obligé la Grèce d'Athènes à démanteler son armée en 1916. Au-delà de la nécessaire mobilisation générale, la Grèce de Venizélos en 1917 a besoin d'argent. Sans moyens financiers, pas de mobilisation, pas d'armée et surtout, pas de possibilités pour Venizélos de gouverner. Il le fait savoir à ses alliés.

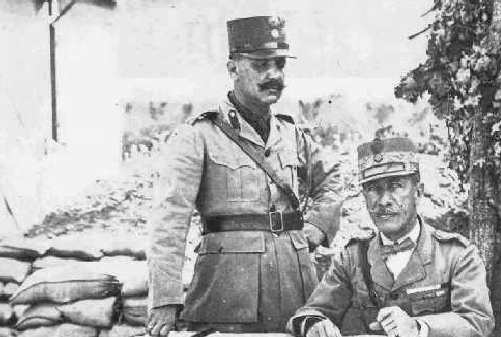
Le général Emmanuel Zymvrakakis (à droite) et son chef d'état-major lors de la bataille de Skra-di-Legen.

La France prête alors trente millions de Francs-or en août 1917 pour lever douze divisions. Mais se pose la question de l'équipement, qui ne peut venir que des arsenaux de l'Entente, qui tarde à le fournir. Venizélos s'impatiente, d'autant plus qu'il sent son opinion publique le lâcher. Il fait une longue crise nerveuse avec des vertiges et de violentes colères au mois de septembre. Au mois d'octobre, il entame une tournée en Occident. Il rencontre Llyod George puis Clemenceau qui vient d'accéder au pouvoir. Il se rend aussi sur le front, près de Coucy, puis en Belgique. Il obtient ce qu'il est venu chercher. L'Entente lui accorde un prêt de 750 millions de Francs-or, en échange de 300 000 soldats mis à la disposition du général Guillaumat, qui a remplacé Sarrail à Thessalonique. Venizélos fait signer la mobilisation générale par le souverain le 22 janvier 1918. Les troupes grecques participent, dès les 29-31 mai, à la bataille de Skra-di-Legen. Le Premier ministre fait alors très clairement savoir à l'Entente qu'il désire connaître ce que la Grèce pourrait retirer de son engagement, en matière de gains territoriaux. La Bulgarie essaie en effet d'obtenir alors une paix séparée et de conserver la Thrace et Kavala. La France, par la voix de Raymond Poincaré, son Président, donne à Venizélos « ses assurances les plus formelles » sans être plus précis.

##### Politique intérieure
Les finances de l'État sont réorganisées. La loi no 1698 du 28 janvier 1919 est destinée à créer les conditions nécessaires pour attirer les étrangers en Grèce et leur faciliter le séjour. C'est la première loi qui développe et encadre le tourisme en Grèce. Des lois sont mises en place pour favoriser le développement industriel, déjà stimulé par le conflit. Les usines se multiplient au Pirée, à Phalère et Éleusis. Les grands groupes qui se créent dans le vin, l'alcool, les couleurs, les engrais chimiques, le verre, le ciment ou la soude sont encouragés. Les conditions de travail, de vie et d'hygiène de la population sont aussi prises en compte. Une loi prévoit l'indemnisation des accidents du travail. Des écoles pratiques sont fondées. La formation des ingénieurs, des techniciens et des architectes est encadrée avec la création d'une École polytechnique. Le secteur agricole est à nouveau l'objet de mesures de la part du gouvernement Venizélos, comme en 1910-1911. Un ministère de l'Agriculture et des Domaines publics est mis en place. En 1917 est créée la Faculté des Sciences forestières. Celle d'Agronomie suit en 1920. Une nouvelle réforme agraire est préparée pour répartir les terres des grands domaines peu exploitées entre les paysans pauvres.

#### La Conférence de Paris

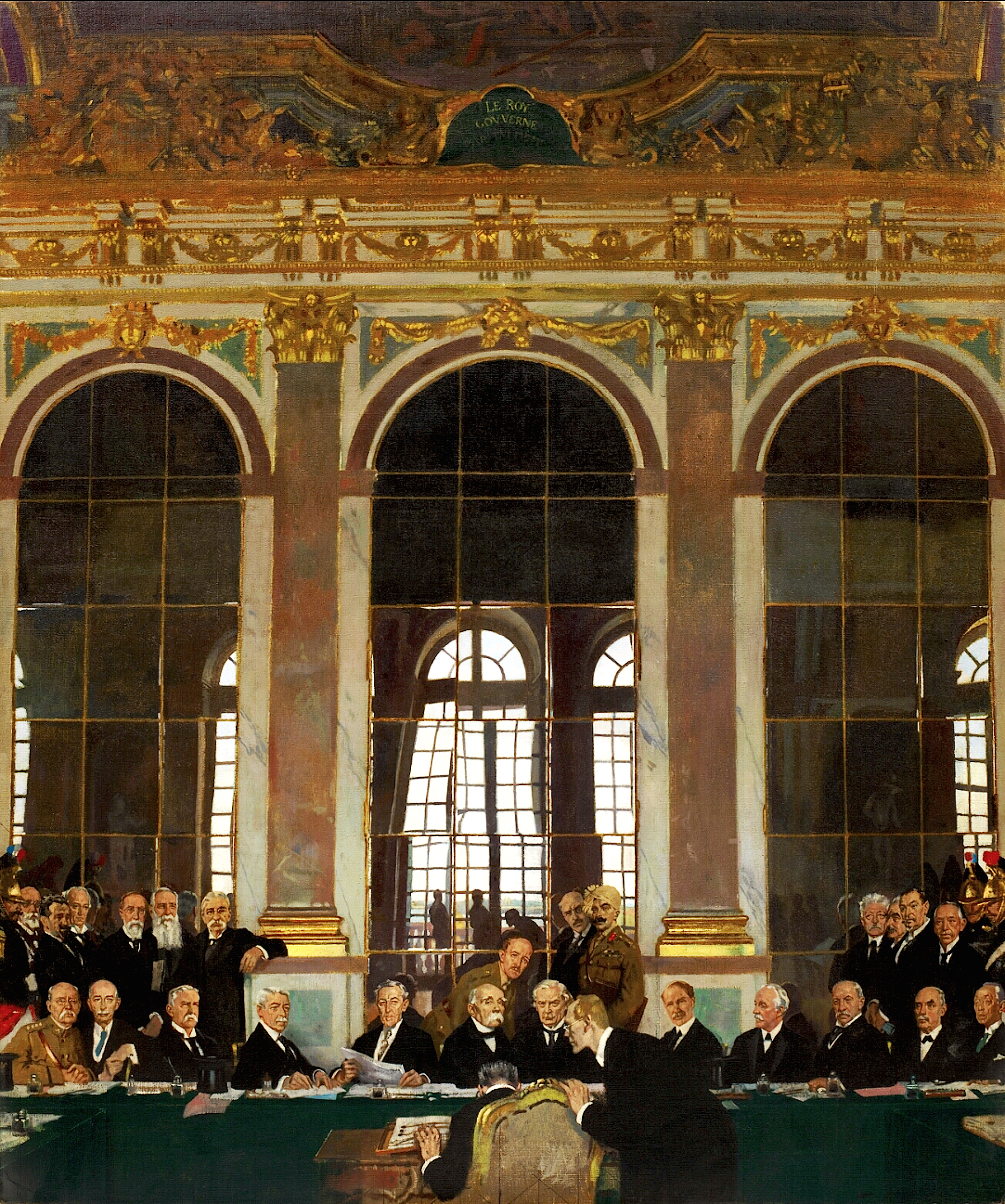
La signature du traité de Versailles. Venizélos est le deuxième, debout, en partant de la gauche.

La Grèce étant dans le camp des vainqueurs, après la guerre, Elefthérios Venizélos participe aux six mois de conférences de la conférence de Paris. Il y présente les revendications de la Grèce. Celles-ci se heurtent entre autres aux revendications italiennes, à propos de l'Épire du Nord ou du Dodécanèse.

##### Le «Mémoire» présenté à la Conférence de la paix
Dès le 30 décembre 1918, avant même le début de la conférence, Venizélos fait connaître les demandes grecques dans un « Mémoire ». Il veut apparaître comme un disciple du Président des États-Unis, Woodrow Wilson, afin d'en obtenir le soutien. Il se fait l'apôtre d'une Société des Nations où les nations seraient définies non par l'histoire mais par les statistiques. Le « Mémoire » présente des chiffres de population, établis par les services grecs. Venizélos constate que seuls 55 % des Grecs vivent sur le territoire de l'État grec et réclame donc l'Épire du Nord où se trouvent 151 000 Grecs, la Thrace et Constantinople 731 000 et l'Asie mineure 1 694 000 ; il abandonne le Dodécanèse 102 000, Chypre 235 000, l'Égypte 15 000, la Bulgarie 43 000, le sud de la Russie 400 000 et les États-Unis 450 000 Grecs.
Pour l'Épire du Nord, il est prêt à abandonner une partie du territoire, comme la région de Tepelen, afin de conserver le reste, comme Koritsa. Afin d'éviter qu'on lui oppose l'argument que les Grecs d'Albanie parlent l'albanais plus que le grec, il rappelle que l'argument de la langue pour rattacher une région est un argument allemand. C'est une référence à peine dissimulée au problème de l'Alsace-Lorraine : française par choix pour les Français ; allemande linguistiquement pour les Allemands. Venizélos précise que des chefs de la guerre d'indépendance ou des membres de son gouvernement, d'éminents Grecs, comme le général Danglis ou l'amiral Koundouriotis, ont l'albanais comme langue maternelle, mais ont choisi la Grèce,.
Pour la Thrace, Venizélos rappelle la modération grecque vis-à-vis de la Bulgarie lors des guerres balkaniques, surtout au traité de Bucarest, où la région lui avait été laissée. Il montre que, malgré tout, celle-ci s'est rangée du côté de la Triplice lors de la Première Guerre mondiale, alors que lui-même avait été prêt à de nouvelles concessions pour la garder dans le camp de l'Entente. Il décrit alors les Bulgares comme les Prussiens des Balkans.
Venizélos évite par contre de faire de Constantinople l'objectif principal de sa diplomatie. Il suggère bien sûr que la ville revienne à la Grèce, 304 459 habitants grecs, 237 écoles grecques, 30 000 élèves grecs, le siège du Patriarcat œcuménique ; mais il évite de rappeler le souvenir de l'Empire byzantin et de Constantin XI Paléologue. Si la ville ne peut être grecque, il refuse qu'elle reste turque. Venizélos veut repousser la Turquie sur le continent asiatique. Donc, si la ville ne peut être grecque, il suggère la création d'un État autonome sous l'égide de la SdN qui contrôlerait aussi les Détroits.
L'Asie mineure est en fait le principal objectif de Venizélos. Il s'était déjà montré prêt, quelques années plus tôt, à lâcher les 2 000 km² de Drama et Kavala pour les 125 000 km² d'Anatolie. Il s'appuie sur le douzième point de Wilson accordant la souveraineté turque aux régions turques de l'Empire ottoman, mais un développement autonome aux autres nationalités. Venizélos propose d'un côté un État arménien et de l'autre de rattacher toute la côte et les îles : 1,4 million de Grecs, 15 diocèses, 132 écoles, à la Grèce.

##### Au cœur des négociations
Une commission spécifique dite « des affaires grecques » est présidée par Jules Cambon.
Là, l'Italie exprime son opposition au point de vue de Venizélos, principalement sur l'Épire du Nord. La France apporte son soutien entier au Premier ministre grec, tandis que Royaume-Uni et États-Unis adoptent une position neutre. Venizélos utilise à nouveau un argument inspiré de Wilson : la volonté des peuples. Il rappelle qu'en 1914, un gouvernement provisoire autonomiste grec avait été créé dans la région qui, ainsi exprimait sa volonté d'être grecque. Il ajoute un argument économique : selon lui, l'Épire du Nord est plutôt tournée vers le sud, vers la Grèce. Le 29 juillet 1919, un accord secret est signé entre Elefthérios Venizélos et le ministre des Affaires étrangères italien Tommaso Tittoni. Il règle les problèmes entre les deux pays. Le Dodécanèse retournerait à la Grèce, sauf Rhodes. En Asie mineure, la ligne de démarcation entre les forces italiennes et grecques est dessinée, laissant une part importante de la région, pourtant revendiquée par la Grèce, à l'Italie. L'accord reconnaît les revendications grecques sur la Thrace. Il cède l'Épire du Nord, alors occupée par les troupes italiennes, à la Grèce de Venizélos. En échange, celle-ci promet de soutenir les revendications italiennes sur le reste de l'Albanie. Le 14 janvier 1920, la session de la Conférence, présidée par Georges Clemenceau, entérine l'accord Tittoni-Venizélos, en précisant que son application est suspendue au règlement du conflit entre l'Italie et la Yougoslavie,.

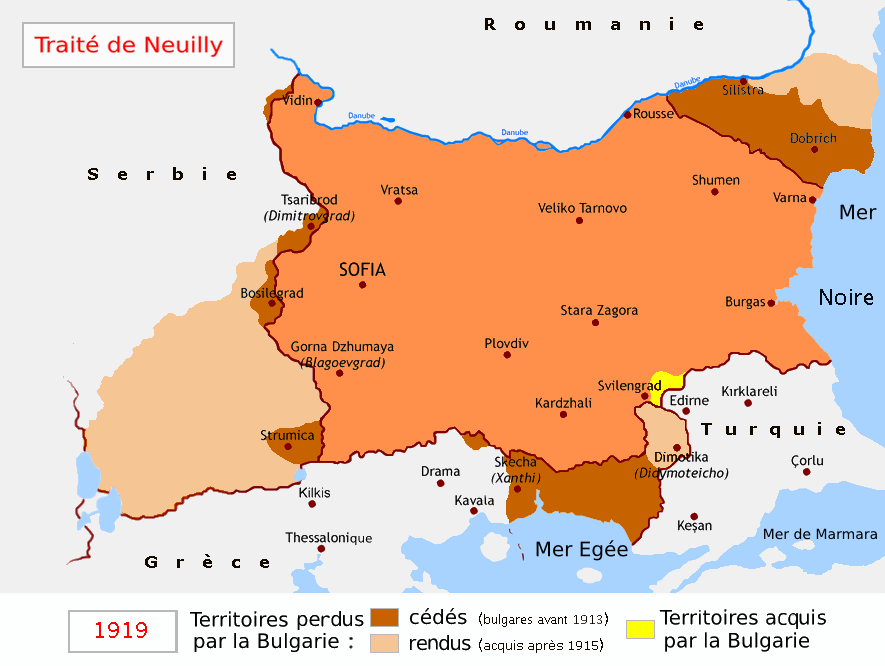
Le traité de Neuilly-sur-Seine.

La Bulgarie, quant à elle, tente de plaider sa cause à propos de la Thrace en envoyant elle aussi un « Mémoire » à la conférence de la Paix. Mais, dans le camp des vaincus, elle n'est pas invitée à Paris et a des difficultés à faire valoir ses revendications face à celles de la Grèce de Venizélos. Celui-ci rend publique une pétition des députés musulmans au parlement de Sofia demandant l'occupation du pays par les troupes alliées et grecques afin de soulager leurs souffrances. Venizélos y confronte l'opinion des musulmans de Grèce (seize élus musulmans de Macédoine au parlement hellénique) et de Crète : ils sont, selon Venizélos, heureux en Grèce. Il reçoit le soutien de la Grande-Bretagne et de la France (par la voix de Jules Cambon directement). L'Italie joue un temps la carte bulgare pour obtenir des concessions en Albanie. Les États-Unis font faire quelques modifications de détail. Dans l'ensemble, Venizélos obtient ce qu'il désire pour son pays en Thrace dans le traité de Neuilly du 27 novembre 1919, qui accorde à la Grèce la Thrace occidentale,. Au printemps suivant, à la suite de l'insurrection turque contre la présence occidentale en Thrace orientale, Venizélos obtient du « Conseil des Quatre » l'autorisation d'occuper militairement la région pour y « maintenir l'ordre ».

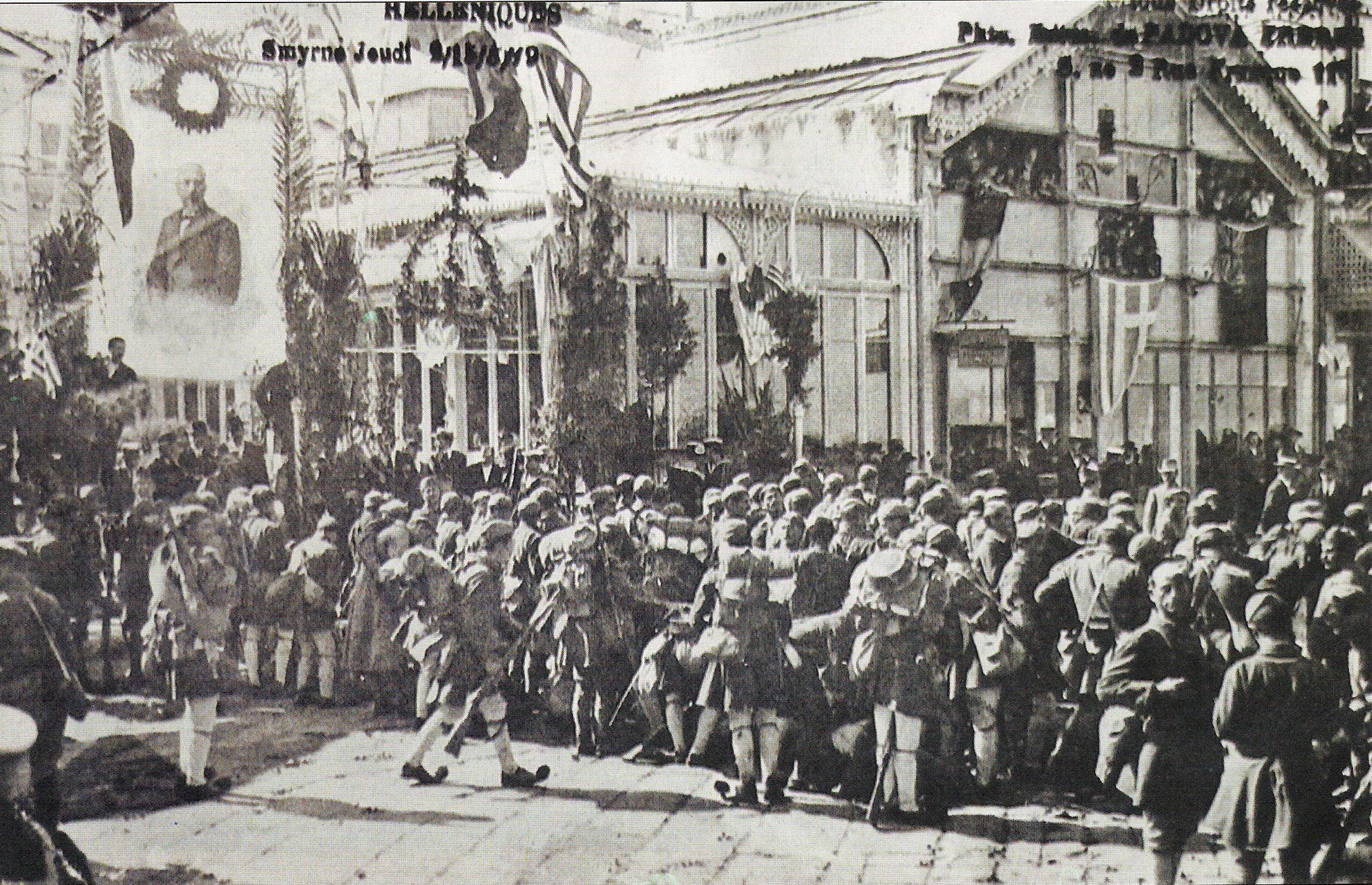
Les troupes grecques à Smyrne le 15 mai 1919.

Les négociations pour l'Asie mineure sont elles aussi très ardues. La Turquie n'y est pas en position de force, à cause du génocide arménien et de la politique équivalente envers les Grecs du Pont et à cause de son engagement aux côtés de l'Allemagne pendant la guerre. Mais l'Entente a fait des promesses équivalentes (la région de Smyrne) à la Grèce et à l'Italie pour les attirer dans son camp. De plus, les États-Unis envisagent de régler la question en créant un État plus ou moins autonome pour les Grecs d'Asie mineure qui ne voudraient pas, selon eux, être rattachés à la Grèce. Chaque pays fait alors assaut de statistiques contradictoires pour faire valoir son point de vue. Il est finalement convenu de placer la région sous divers mandats internationaux (dont un mandat grec pour la région de Smyrne) et de procéder ensuite à un référendum, selon le deuxième point de Wilson. Venizélos évoque alors des troubles qui se développent dans la région, suggérant qu'ils pourraient dégénérer en prenant la même forme qu'en Arménie. Il demande l'autorisation d'envoyer préventivement des troupes pour prévenir toute atrocité. Le « Conseil des Quatre » donne son aval. Le 15 mai 1919, les troupes grecques débarquent à Smyrne où elles se comportent de la façon qu'elles étaient venues éviter. Ces événements placent Venizélos en porte-à-faux vis-à-vis du « Conseil des Quatre ». Il se défend le 20 mai en disant que son haut-commissaire a outrepassé ses instructions. Mais c'est lui qui ordonne expressément de reprendre Aydın début juillet. Cette contre-attaque grecque aboutit à la destruction du quartier turc de la ville. En novembre, la commission d'enquête internationale, envoyée sur place dès le printemps, rend ses conclusions et suggère que les troupes grecques soient remplacées par des troupes alliées. Venizélos se plaint alors que la commission a adopté uniquement le point de vue des nationalistes turcs. Il soutient son haut-commissaire qui a dû, selon lui, assurer toutes les fonctions d'une administration disparue et tenter de maintenir l'ordre. Le 12 novembre, Clemenceau rend les autorités grecques responsables de tous les troubles en Asie mineure. Le lendemain, Venizélos refuse une commission interalliée placée aux côtés de son haut-commissaire pour l'« assister ». Il obtient gain de cause. Il est alors à l'apogée de son influence diplomatique. En janvier 1920, le nouveau président du Conseil français, Alexandre Millerand, plutôt turcophile, annonce qu'il préférerait une simple sphère d'influence économique grecque sur la région de Smyrne et qu'il n'est pas prêt à recommencer la guerre pour une telle cause. La réponse de Venizélos est directe : la Grèce n'a pas besoin de l'aide alliée pour s'imposer militairement en Asie mineure. Millerand cède alors Smyrne à la Grèce, mais exige qu'elle n'en sorte pas, même pour imposer les traités aux Turcs de Mustapha Kemal. On pense alors pouvoir signer l'accord réglant le sort de la Turquie.

##### Le traité de Sèvres

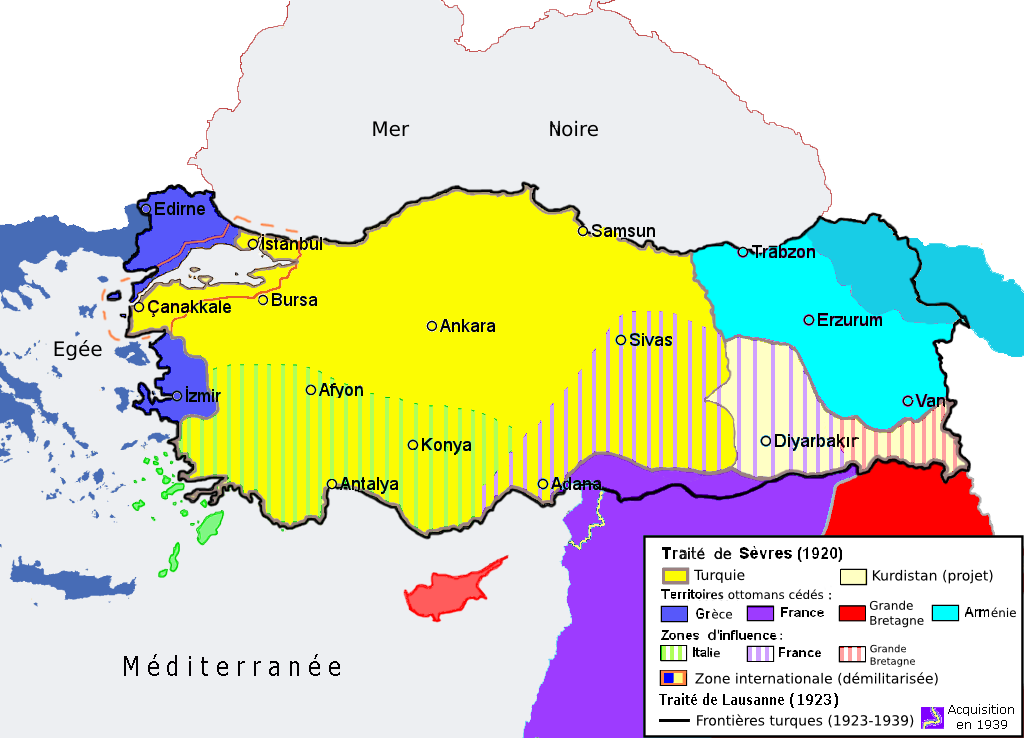
La partition de l'Asie Mineure lors du traité de Sèvres.

Le 17 mai 1920, le Sénat des États-Unis reconnaît les droits de la Grèce sur l'Épire du Nord, dans le cadre de l'accord Tittoni-Venizélos. Cependant, le 22 juillet 1920, le nouveau ministre italien des Affaires étrangères, Carlo Sforza, dénonce cet accord. La conférence de la paix, devant l'hostilité italienne, renvoie le problème de l'Épire du Nord devant la conférence des Ambassadeurs,.
Le traité de Sèvres (signé par Venizélos le 10 août 1920) confirme à la Grèce toutes ces conquêtes depuis 1913 et lui accorde la Thrace orientale (hormis Constantinople) et des droits de souveraineté sur toute la région de Smyrne, en attendant un référendum dans les cinq ans au sujet du rattachement de la région à la Grèce, soit une augmentation de la superficie de la Grèce à 150 176 km2 et si Smyrne est officiellement annexée, elle atteindrait 168 038 kilomètres carrés. Le même 10 août, Venizélos signe un accord avec l'Italie qui y renonce au Dodécanèse, sauf Rhodes qui devait rester italienne jusqu'à un référendum dans les quinze ans sur son rattachement à la Grèce. Cet accord ne parle ni de l'Épire du Nord ni de l'Albanie. La conférence des Ambassadeurs règle la question et accorde l'Épire du Nord à l'Albanie le 9 novembre 1920. Cependant, la Turquie de Mustafa Kemal Atatürk ne reconnaît pas le traité de Sèvres. Il est alors convenu de le lui imposer militairement. Venizélos déploie à ce sujet à nouveau des trésors de diplomatie afin que son pays ne se retrouve pas seul face aux armées turques en Anatolie,,.

### Traversée du désert et retour au pouvoir

#### Défaite politique et exil

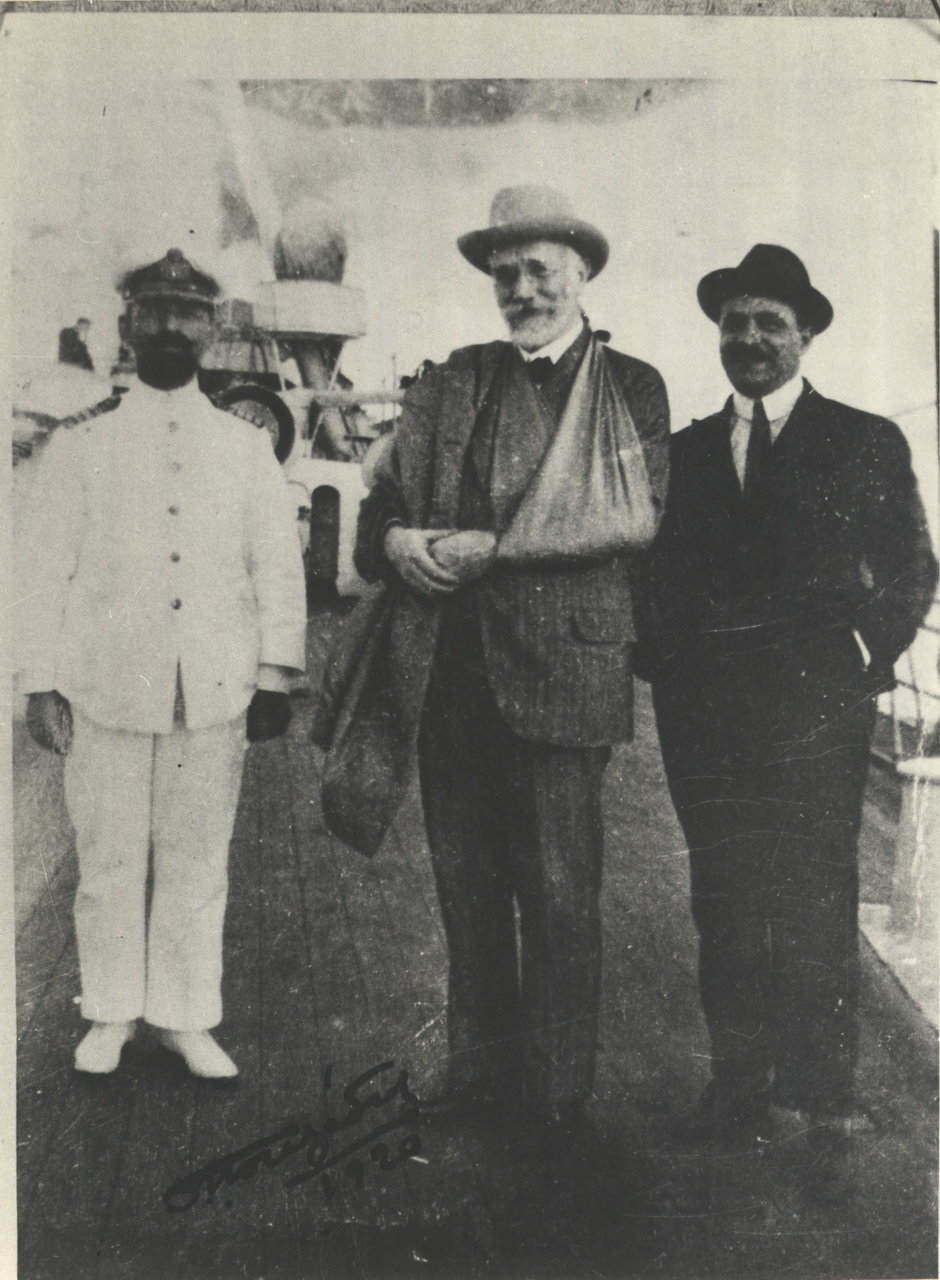
Vénizélos blessé après un attentat à la gare de Lyon.

Venizélos est à l'apogée de ses succès diplomatiques, d'autant plus que le traité de Sèvres a mis fin à la « protection » obligatoire que les Grandes Puissances avaient mise en place par différents traités en 1832, 1863 et 1864. La fin de cette « protection » est aussi mise au crédit de Venizélos. Le 12 août, cependant, il est victime d'une tentative d'assassinat à la gare de Lyon par deux officiers royalistes grecs. Il est blessé à la main. Cet attentat déclenche des émeutes à Athènes où les vénizélistes s'en prennent à leurs adversaires politiques. Les maisons des chefs de l'opposition sont mises à sac et Íon Dragoúmis, une figure de l'opposition nationaliste, est assassiné à un barrage par des hommes de la sûreté publique. Venizélos aurait été atterré par l'annonce de l'assassinat de Dragoúmis. Sa secrétaire rapporte qu'il en aurait pleuré. Il envoie un télégramme de condoléances à Stéphanos Dragoúmis dans lequel, après les exigences du genre, il termine par un sincère « Sa mort effroyable me remplit de chagrin. » Les assassins, accusés d'avoir désobéi aux ordres, sont plus tard arrêtés et punis par leurs propres officiers.
Après son rétablissement, Venizélos retourne en Grèce, où il est accueilli comme un héros. La foule l'acclame. Il est appelé le « Sauveur », le « Père de la Patrie ». Une grande cérémonie est organisée en son honneur dans le stade panathénaïque, où le roi Alexandre Ier dépose sur sa tête une couronne de lauriers d'or.

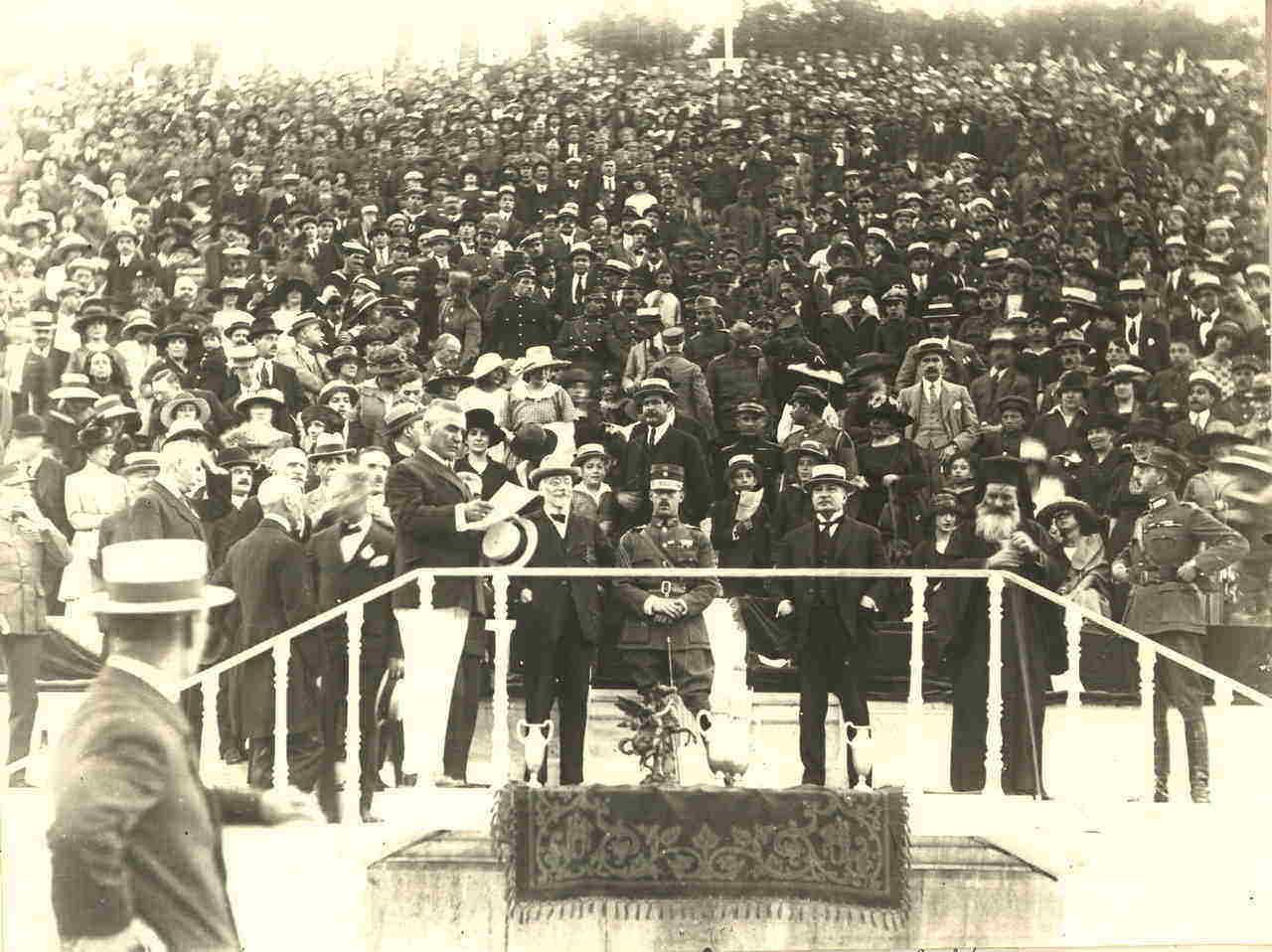
Vénizélos, le roi Alexandre Ier et Themistoklis Sophoulis à une fête au Stade panathénaïque en 1920.

Le 12 octobre 1920 (25 octobre dans le calendrier grégorien), le jeune roi Alexandre meurt des suites d'une septicémie. En dépit de la victoire militaire et diplomatique, Elefthérios Venizélos perd les élections législatives du 1er novembre 1920 (14 novembre dans le calendrier grégorien) suivant. Les royalistes, partisans du souverain déposé Constantin Ier font campagne sur le thème du régime de terreur que le Premier ministre aurait fait régner durant ses trois années au pouvoir. La défaite des vénizélistes est totale. Venizélos lui-même n'est pas réélu dans sa propre circonscription. Un référendum rappelle alors sur le trône le roi Constantin adversaire de Vénizélos qui, en raison de sa défaite, part pour Nice et se retire quelque temps de la vie politique,.

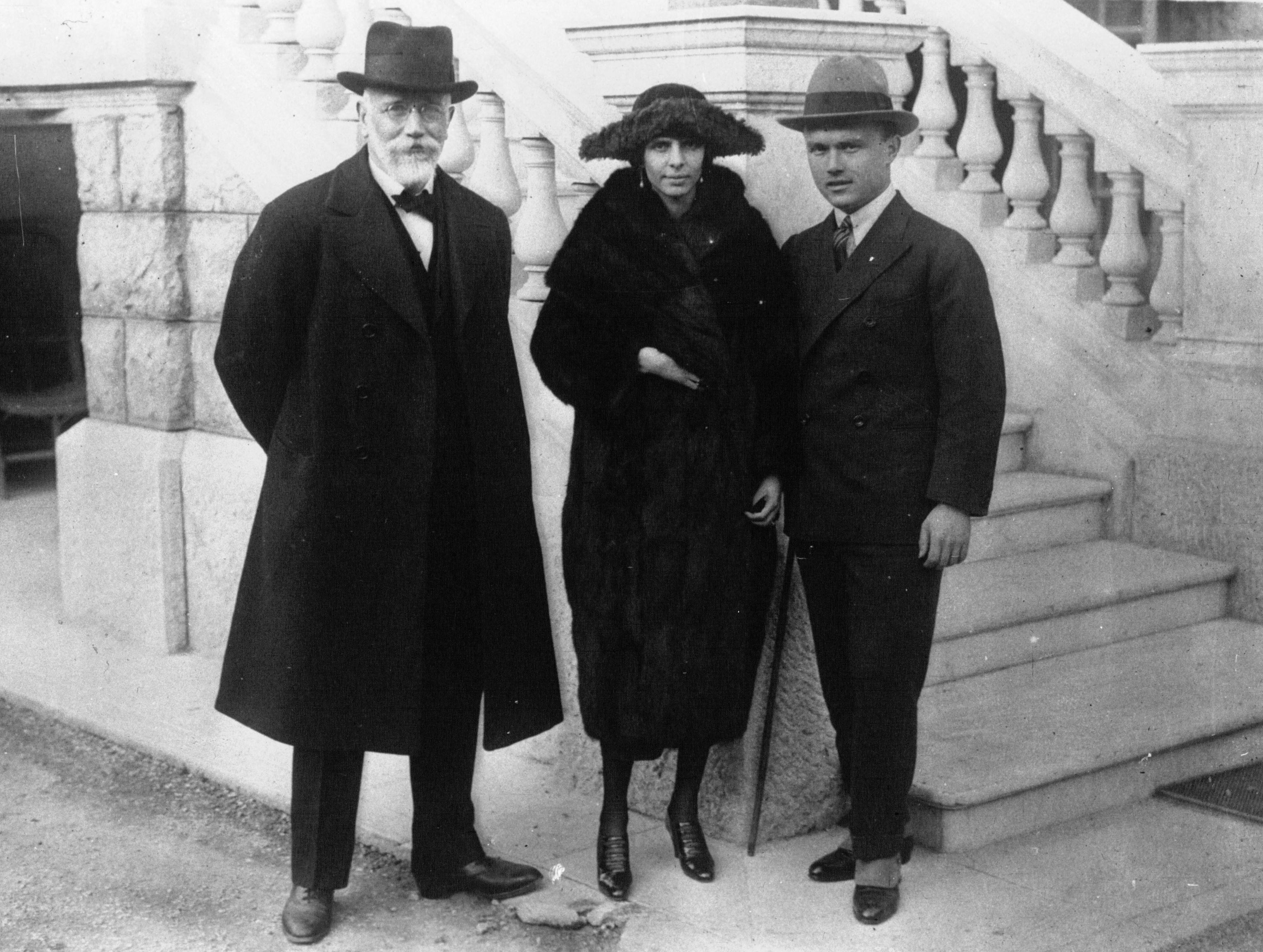
Vénizélos à Nice en janvier 1921, au mariage de son fils Sophoclis.

Venizélos se marie une seconde fois à Londres le 14 septembre 1921. Depuis le décès de sa première épouse, il avait eu quelques aventures féminines, dont une relation suivie remontant avant la Première Guerre mondiale avec Helena Schilizzi (en), la fille d'un riche homme d'affaires grec de Londres. Il l'épouse pendant son exil.

#### La défaite d'Asie Mineure et le recours à Venizélos

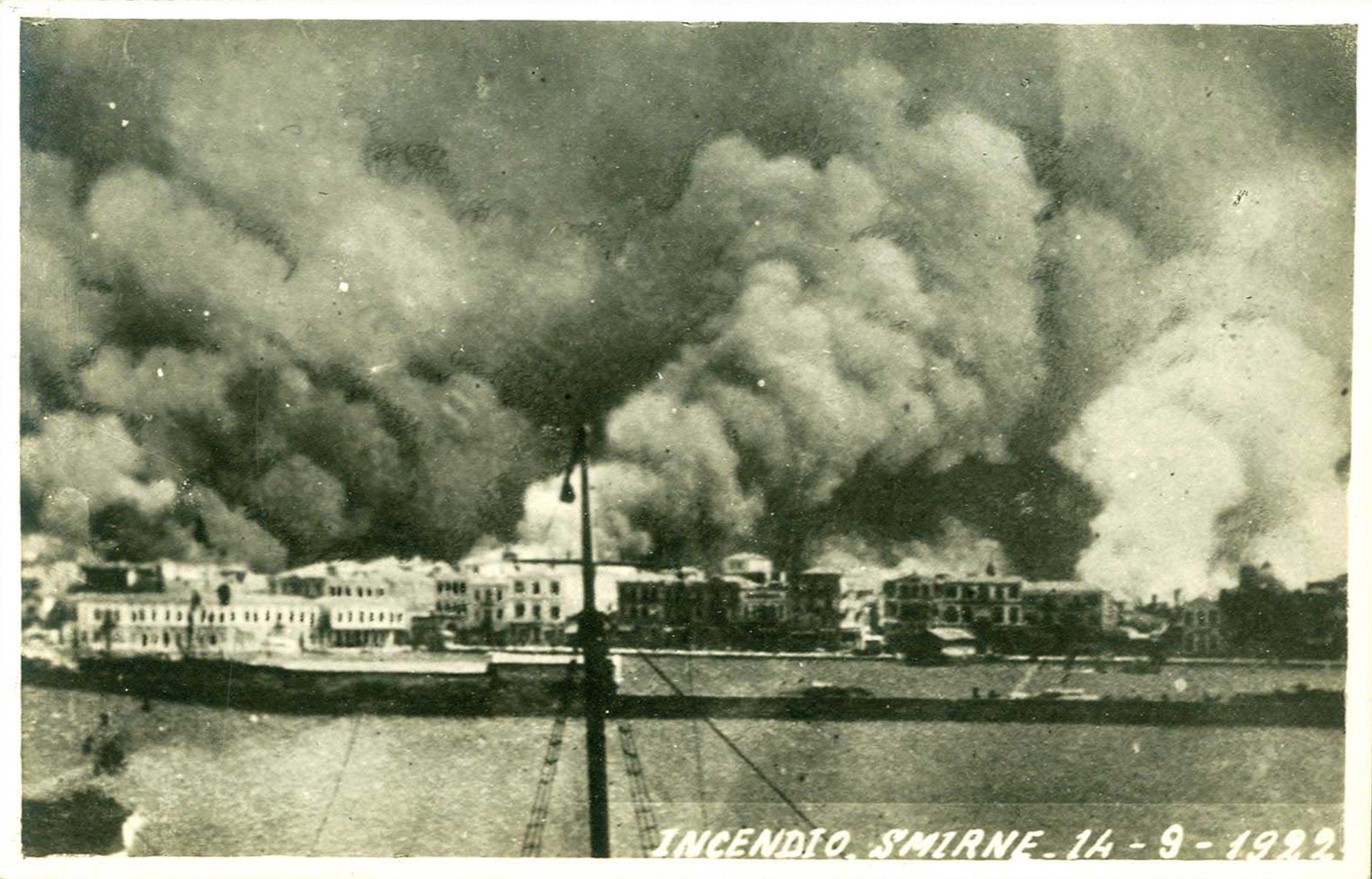
L'incendie de Smyrne.

L'application du traité de Sèvres mène à la guerre la Grèce et la Turquie de Mustafa Kemal. Les monarchistes au gouvernement renient leur programme électoral de paix et, sous couvert de maintien de l'ordre, entament une politique expansionniste. Cependant, depuis le retour au pouvoir de Constantin, les Occidentaux se méfient de la Grèce et celle-ci ne peut plus compter sur leur aide. Toutes les demandes de prêts, d'armes, de munitions, voire de vivres sont rejetées. Les troupes turques opposent une forte résistance aux soldats grecs. L'offensive grecque sur Ankara, en mars 1921, est un désastre. En mars 1922, la Grèce se déclare prête à accepter la médiation de la Société des Nations. L'attaque menée par Mustafa Kemal le 26 août 1922 oblige l'armée grecque à se replier devant l'armée turque, qui massacre tous les Grecs présents dans la région. Smyrne, évacuée le 8 septembre, est incendiée. On estime que 30 000 chrétiens ont alors été tués.
Après la défaite militaire, des officiers stationnés avec leurs troupes sur Chios et Lesbos, sous les ordres de Nikólaos Plastíras et Stylianós Gonatás, réalisent un coup d'État le 11 septembre 1922 qui oblige le roi Constantin à abdiquer et à quitter la Grèce le 14 septembre. Dans une déclaration le 25 septembre, ils annoncent leur intention de présider à un gouvernement provisoire, avant un retour à la normale. Dans les mois qui suivent, un tribunal d'exception est mis sur pied pour juger les militaires et les hommes politiques considérés comme responsables de la défaite d'Asie mineure. Le procès des Six débouche sur la condamnation à mort des anciens Premiers ministres Pétros Protopapadákis, Nikolaos Stratos et Dimítrios Goúnaris et des généraux Georgios Baltatzis, Nikolaos Theotokis et Georgios Hatzanestis. Malgré les tentatives d'intercession de Venizélos en leur faveur, ils sont exécutés.
Elefthérios Venizélos, toujours en exil volontaire en France, est cependant choisi pour représenter la Grèce lors des négociations de paix qui se déroulent à Lausanne à partir du 21 novembre 1922. On compte sur lui pour transformer la défaite militaire en victoire diplomatique. Il se bat principalement pour conserver à la Grèce la Thrace et les îles du nord-est de l'Égée, les régions d'Asie mineure étant considérées comme définitivement perdues. Il négocie aussi sur l'échange de populations, exigé par la Turquie victorieuse. Venizélos défend l'idée d'une migration volontaire des populations. À ce sujet, il voit se retourner contre lui ses propres arguments. En effet, en 1913, lorsqu'il était question de céder Kavala à la Bulgarie, il avait suggéré une « rectification ethnologique » en évacuant les populations grecques de la région. La pierre d'achoppement de l'échange de populations est bien entendu Constantinople, où se trouve le Patriarcat œcuménique. Dans la négociation, Venizélos accepte que les migrations soient obligatoires, mais obtient que les Grecs de Constantinople et les Turcs de Thrace ne soient pas concernés.

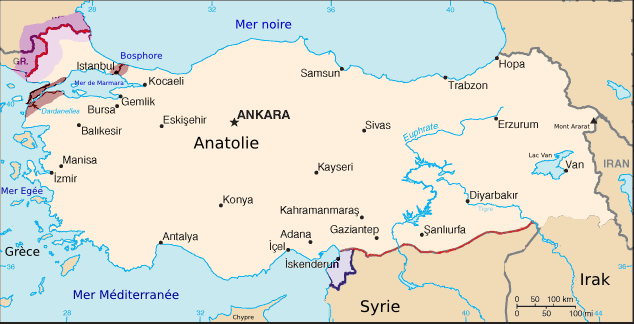
Le traité de Lausanne.

Alors que les négociations aboutissent, fin janvier 1923, le représentant turc, İsmet İnönü, demande une rectification des frontières (il veut que la frontière gréco-turque passe au talweg de la Maritsa et non sur sa rive gauche) et il exige que la Grèce verse des indemnités de guerre à la Turquie. Venizélos a en effet reconnu que la Grèce pourrait verser des compensations pour les destructions qu'elle avait causées. Mais il soulève deux points : que les autres puissances sont aussi responsables car elles ont abandonné la Grèce en Asie mineure au début du conflit ; que la Grèce, en faillite, ne peut verser d'argent. Un accord est finalement trouvé en juillet : la Grèce reconnaît devoir des indemnités de guerre à la Turquie ; la Turquie prend acte que la Grèce ne peut les verser ; la frontière est rectifiée, la ville de Karagatch (près d'Andrinople), grecque dans la première version du traité devient turque dans la nouvelle version. Venizélos signe donc, en tant que représentant de la Grèce, le 24 juillet 1923, le Traité de Lausanne avec la Turquie.

#### L'instabilité de la République hellénique
Le 22 octobre 1923, des officiers royalistes, soutenus indirectement par Ioánnis Metaxás, tentent un contre-coup d'État. Son échec entraîne l'expulsion de l'armée de 1 284 officiers. Surtout, cette tentative convainc les généraux démocrates d'abolir la monarchie. Le 18 décembre 1923, contre l'avis de Venizélos, Nikólaos Plastíras oblige le roi Georges II à quitter le pays. Le 25 décembre 1923, Venizélos rentre en Grèce. Il est presque immédiatement nommé Premier ministre, le 11 janvier 1924. Mais, les luttes politiques sont trop ardentes pour sa santé fragile. Il s'évanouit deux fois en pleine séance au parlement. Il doit se résoudre à démissionner le 3 février 1924. Il reprend immédiatement le chemin de l'exil. Le 25 mars 1924, la République est proclamée,.

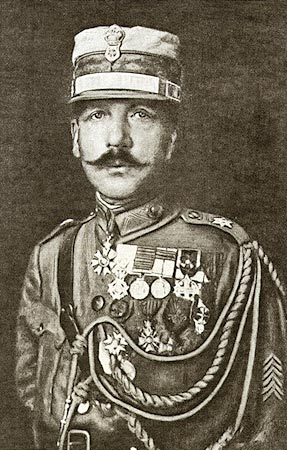
Le général Pangalos.

Dans les années qui suivent, le vénizélisme domine la vie politique, ses adversaires étant sans chef. Les différents partis politiques qui se disputent le pouvoir sont les héritiers du Parti libéral créé par Venizélos en 1910 et ils se réclament tous de celui-ci. L'expérience démocratique est interrompue en juin 1925 par le coup d'État militaire du général Pangalos qui s'empare de la Présidence de la République lors d'un référendum truqué. Un nouveau coup d'État militaire, démocratique cette fois, dirigé par le général Geórgios Kondýlis, a lieu en août 1926. Les élections qui suivent ne déterminent pas de majorité claire. Un gouvernement « œcuménique », regroupant toutes les tendances politiques (Alexandros Papanastasiou, Georgios Kaphantaris, Andréas Michalakópoulos et Ioánnis Metaxás) sous la direction d'Aléxandros Zaïmis est organisé. Il procède à toute une série de réformes concernant l'agriculture. C'est cependant le gouvernement suivant, celui de Venizélos, qui profite des retombées positives de cette politique.
En effet, le gouvernement, entente de tendances opposées, est trop instable pour tenir longtemps, d'autant plus que la Grèce s'est encore très endettée vis-à-vis de l'extérieur. Venizélos tente alors de profiter de ces circonstances qui pourraient lui être favorables. Il rentre en Grèce le 20 mars 1927, après huit ans d'exil volontaire, et il apparaît à nouveau comme l'homme providentiel aux yeux de la population. Il s'installe dans la maison familiale, à Halepa, le faubourg de La Canée. Très vite, les hommes politiques grecs font le « pèlerinage de Halepa » pour venir le consulter. Malgré ses affirmations de s'être définitivement retiré de la vie politique, il ne cesse de critiquer le gouvernement, qui finit par tomber,.

#### Le gouvernement Venizélos (1928-1932)
Des élections législatives ont lieu le 19 avril 1928. Venizélos les remporte, lui personnellement plus que son parti, le Parti libéral. Ses partisans obtiennent 61,03 % des voix et 223 des 300 sièges. Il est alors appelé à former un gouvernement en juillet 1928. L'année suivante, il remporte les élections au Sénat, la seconde chambre prévue par la constitution de 1927, avec à nouveau la majorité absolue (54,58 % des voix). Cependant, le monde politique est très divisé. La figure de Venizélos a réveillé les oppositions et les antagonismes, même au sein de ses partisans. Il est alors impossible à ces divers courants de se mettre d'accord pour choisir un Président de la République. C'est alors Venizélos lui-même qui désigne le conservateur Alexandre Zaimis, pourtant un de ses adversaires, mais dont l'âge lui permet d'apparaître comme un patriarche rassurant.
Venizélos brille toujours dans sa spécialité : la politique étrangère. La Grèce est depuis le début des années 1920 maintenue dans un isolement diplomatique. Il réussit à l'en faire sortir. Il normalise les relations avec l'Italie. Laissant de côté les problèmes du Dodécanèse et de l'Épire du Nord, Venizélos signe avec Mussolini, le 23 septembre 1928, un « traité d'amitié, de réconciliation et de règlement judiciaire ». La Yougoslavie se sent alors plus directement menacée par l'Italie et se rapproche de la Grèce, qu'elle battait froid jusque-là. Un traité d'amitié gréco-yougoslave est signé le 27 mars 1929. La grande réussite diplomatique de Venizélos est cependant le rapprochement avec la Turquie. Renonçant définitivement à réaliser la Grande Idée, il propose et obtient la signature d'un « traité d'amitié, de neutralité et d'arbitrage » le 30 octobre 1930. Le même jour, Venizélos et Mustafa Kemal signent aussi un accord commercial mais surtout une convention qui devrait permettre d'éviter un affrontement militaire direct entre les deux pays. Pour la signature de ces différents accords, Venizélos s'est rendu lui-même en Turquie. Il y retourne l'année suivante, à Constantinople, devenue Istanbul, pour rendre visite au patriarche œcuménique. Il visite aussi Ankara, la capitale turque, en 1930. La Turquie propose alors ses bons offices pour rapprocher Grèce et Bulgarie. Les pourparlers n'aboutissent pas à restaurer une amitié entre les deux pays, mais Venizélos accepte, en raison de la crise économique mondiale, un arrêt du versement des réparations bulgares (liées aux destructions de la Première Guerre mondiale). En octobre 1931, afin de maintenir de bonnes relations avec le Royaume-Uni, il désapprouve le soulèvement chypriote,.

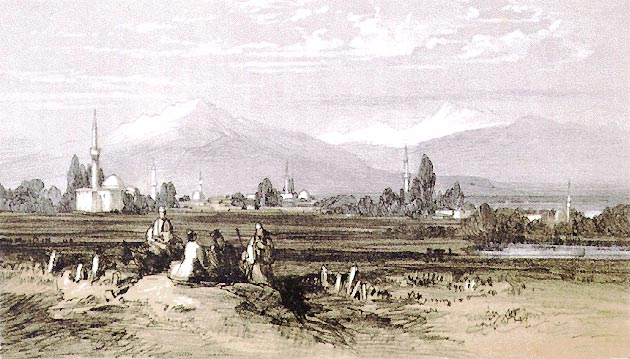
La plaine marécageuse de Giannitsá au XIXe siècle.

L'opposition critique cependant de façon très virulente Venizélos en raison de sa politique intérieure. Elle l'accuse de se comporter comme un dictateur et de gaspiller les finances publiques alors que le monde est en crise. Le gouvernement de Venizélos finance en effet de grands travaux : irrigation des plaines agricoles autour de Thessalonique, Serrès et Dráma, qui bonifie 2 750 000 arpents ; assèchement du lac de Giannitsá qui entre dans la vaste politique de lutte contre la malaria. Le gouvernement s'attaque aussi à la tuberculose. L'aide à l'agriculture passe par la fondation d'une banque agricole, un organisme semi-public qui prête de l'argent aux agriculteurs et aux coopératives, vend des semences et finance les grands travaux. Des centres de recherche agronomique sont créés. L'agriculture est la principale préoccupation du gouvernement : la majorité de la population est formée d'agriculteurs. Cependant, peu ont des champs ou des revenus suffisants. Leur outillage est encore très archaïque. Ils peinent à se nourrir et ne peuvent subvenir aux besoins de l'ensemble du pays. Enfin, ces paysans sont très fortement endettés. L'installation des réfugiés d'Asie mineure, issus de l'échange de populations du traité de Lausanne a augmenté la misère dans les campagnes. La politique de Venizélos permet d'achever leur intégration économique et sociale à la Grèce. C'est d'abord à ceux-ci que profite la réforme agraire. Des routes, des voies ferrées et des ports sont créés et développés. L'éducation est modernisée, avec l'aide de son jeune ministre Georges Papandréou. Les deux universités sont réorganisées. De nouvelles écoles et bibliothèques sont construites. Des écoles professionnelles et techniques sont créées afin d'éloigner les jeunes Grecs des lycées classiques. Venizélos considère en effet que les lycées classiques forment des cohortes de jeunes hommes incapables de faire quoi que ce soit, si ce n'est quémander des postes de fonctionnaires. Il veut réduire la masse de ce « prolétariat intellectuel ». Enfin, la langue démotique entre dans l'enseignement : à l'école primaire et dans un cours de « grec moderne » au lycée,.
Les finances du pays sont assainies grâce à une concentration de l'administration pléthorique (car elle était le seul débouché du « prolétariat intellectuel » des lycées classiques). Ces économies permettent de financer la politique de grands travaux. Celle-ci vaut à Venizélos d'être considéré par ses adversaires comme un gaspilleur mégalomaniaque. Mais elle fait aussi baisser le chômage et amène de l'argent à la population qui reprend confiance, dans cette période de crise économique. Cependant, la crise qui a débuté en 1929 aux États-Unis finit par atteindre la Grèce. En effet, le vaste marché constitué par les très nombreux réfugiés d'Asie mineure a un temps maintenu l'activité économique. Cependant, comme le crédit se contracte dans le monde, la Grèce ne peut plus emprunter pour financer ses politiques. Les exportations de produits agricoles, principales sources de revenu, diminuent. L'autre grande source de capitaux, les envois d'argent des Grecs émigrés, se tarit. Le transport maritime, un des points forts de la Grèce, avec ses armateurs, est aussi touché par la crise qui limite les échanges internationaux. Enfin, les prix flambent en Grèce. Venizélos essaie, dans un premier temps, de rester optimiste. En novembre 1931, il blâme même l'opposition dont, selon lui, l'attitude mettrait la monnaie en danger. Il est finalement forcé de reconnaître la situation lorsqu'il ne peut obtenir le prêt de quatre-vingts millions de dollars qu'il avait sollicité auprès du Conseil de la Société des Nations. Le 25 avril 1931, il supprime la liberté des changes et impose un cours forcé de la drachme. Le 1er mars 1932, il arrête les remboursements des emprunts contractés auprès de la Grande-Bretagne, de la France et de l'Italie. Les critiques de l'opposition sont de plus en plus virulentes. Pour sauver sa majorité à la chambre lors de législatives qui s'annoncent, Venizélos décide de remettre en place la proportionnelle, qu'il avait critiquée en 1928 en disant qu'elle avait conduit le pays à l'anarchie,. Il va aussi jusqu'à limiter la liberté de la presse pour modérer les attaques.

### Échec dans les années 1930

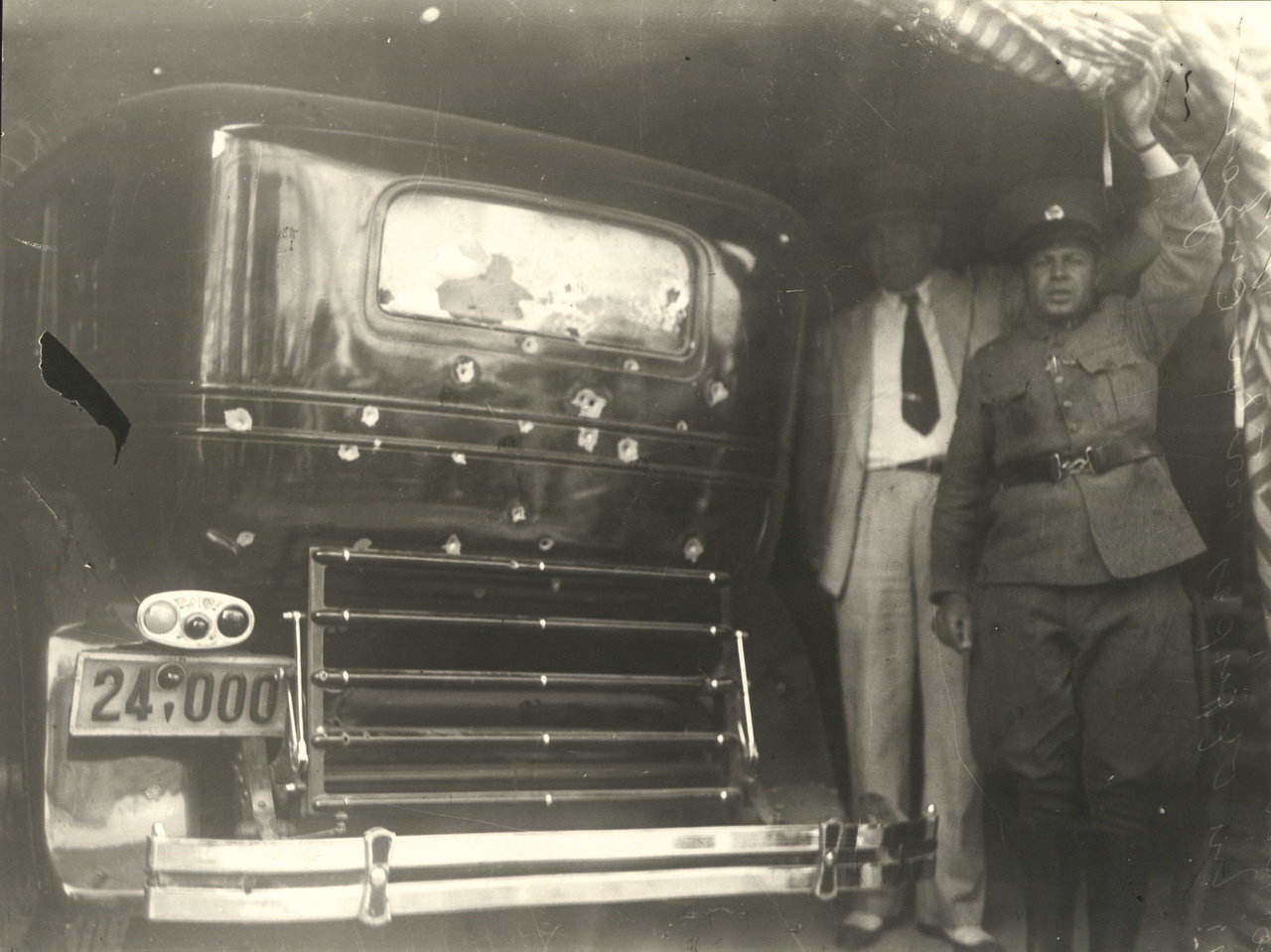
La voiture de Vénizélos criblée de balles après l'attentat du 6 juin 1933.

Aux élections législatives (en) du 25 septembre 1932, le parti de Venizélos est battu. Cependant, aucun parti n'a la majorité. Des gouvernements de coalition sont formés. Le gouvernement de Panagis Tsaldaris dure deux mois. Le 16 janvier 1933, Elefthérios Venizélos est appelé pour former un nouveau gouvernement, son dernier. Il annonce des élections pour le 5 mars. Sa défaite y est cuisante. Le Parti populiste (monarchiste) obtient 135 sièges contre 96 aux libéraux venizélistes. Au-delà de la défaite politique, ce retour au pouvoir des monarchistes, avec Panagis Tsaldaris comme Premier ministre, inquiète les militaires républicains qui craignent de se voir remplacer à leurs postes par des royalistes. Le général Plastiras organise alors, dans l'urgence, une tentative de coup d'État. Il a le temps de se proclamer dictateur avant d'échouer. Venizélos, qui n'a pas directement participé à la tentative, est soupçonné au moins d'être complice, sinon d'avoir encouragé le coup d'État. Il fait face à une nouvelle tentative d'assassinat. Le 6 juin 1933, sa voiture est attaquée par des hommes armés de mitraillettes. S'il s'échappe indemne, son chauffeur est tué. La voiture des assaillants appartient au chef de la police d'Athènes, J. Polychronopoulos,.

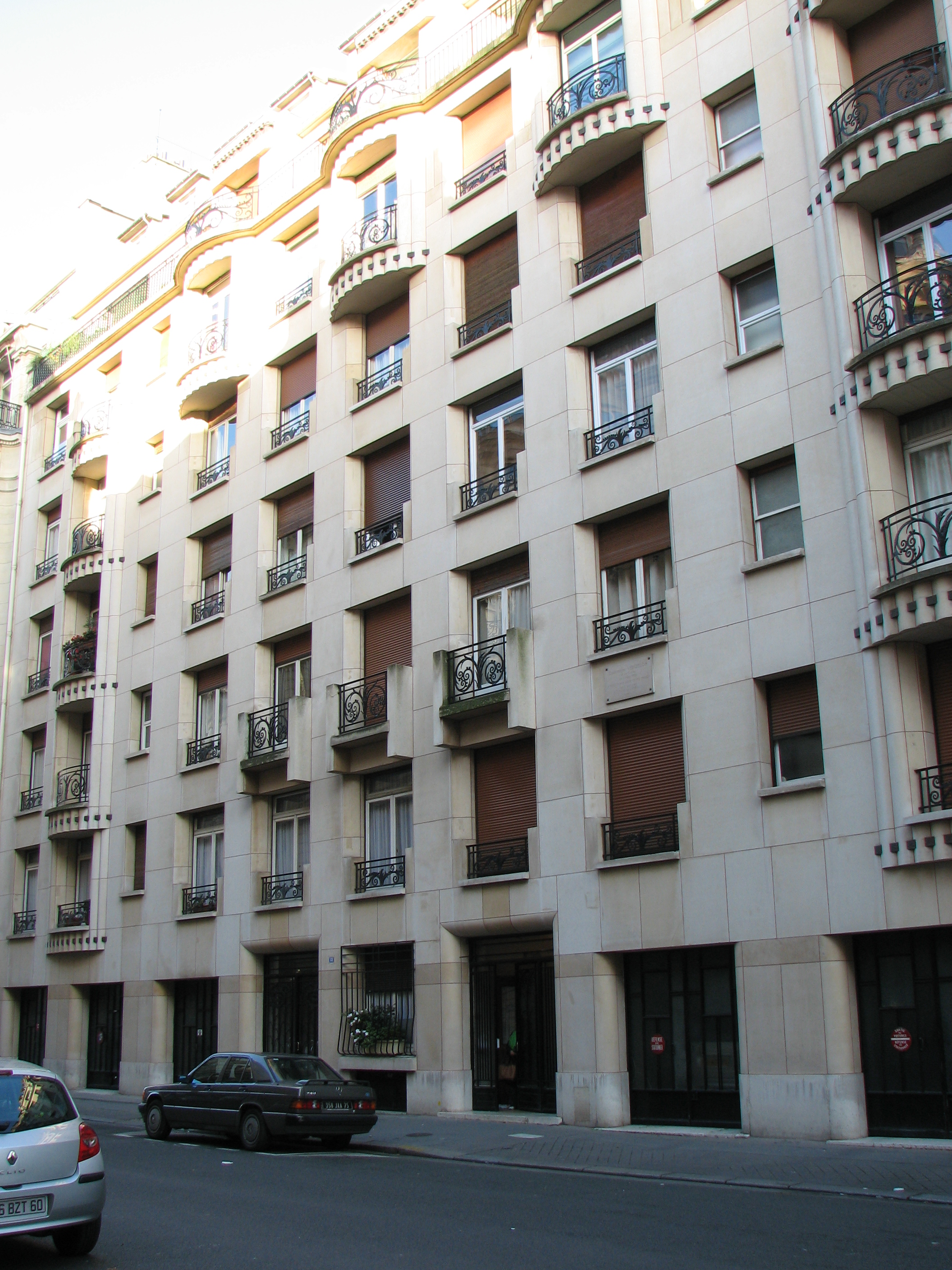
L'immeuble parisien, construit par Henri Sauvage en 1925, où se trouve l'appartement qu'occupait Venizélos, au 22 rue Beaujon, dans le 8e arrondissement, de nos jours. Une plaque sous une des fenêtres du deuxième étage le rappelle.

Une période de désordre s'ensuit. Venizélos, dans l'opposition, critique la politique du gouvernement, principalement en matière de relations internationales. Il considère que le traité balkanique de garantie mutuelle des frontières de février 1934 liant Roumanie, Yougoslavie, Turquie et Grèce risque d'entraîner son pays dans une guerre avec une grande puissance non-balkanique. Le général Plastiras fait une nouvelle tentative de coup d'État le 1er mars 1935. Venizélos y a apporté son plein soutien. Mais, mal préparée, l'insurrection échoue. Les journaux vénizélistes sont interdits. Pourchassé, Venizélos doit prendre la fuite, à bord du croiseur Averoff. Totalement discrédité, il voit se finir ainsi sa carrière politique. Par Kassos, il rallie Naples, puis Paris où il s'installe. Là, il apprend, tour à tour, sa condamnation à mort, le retour du roi Georges II de Grèce au pouvoir puis son amnistie. Malade, c'est en exilé qu'il meurt à Paris le 18 mars 1936,,. Un office religieux est célébré à la cathédrale grecque Saint-Étienne de Paris en présence des plus hauts dignitaires de la République française. Le cercueil est ensuite acheminé par train jusqu'à Brindisi. Par crainte d'émeutes et de troubles, le destroyer Pavlos Koundouriotis escorté du Psara rapatrie son corps de Brindisi à La Canée sans même faire escale à Athènes. Le 27 mars, le prince Paul de Grèce et quatre membres du cabinet grec assistent aux funérailles de Venizélos sur la colline du Prophète Élie surplombant La Canée, à l'endroit où, trente-neuf ans plus tôt, il avait brandi le drapeau grec face aux canons des flottes des Grandes puissances.

## Postérité

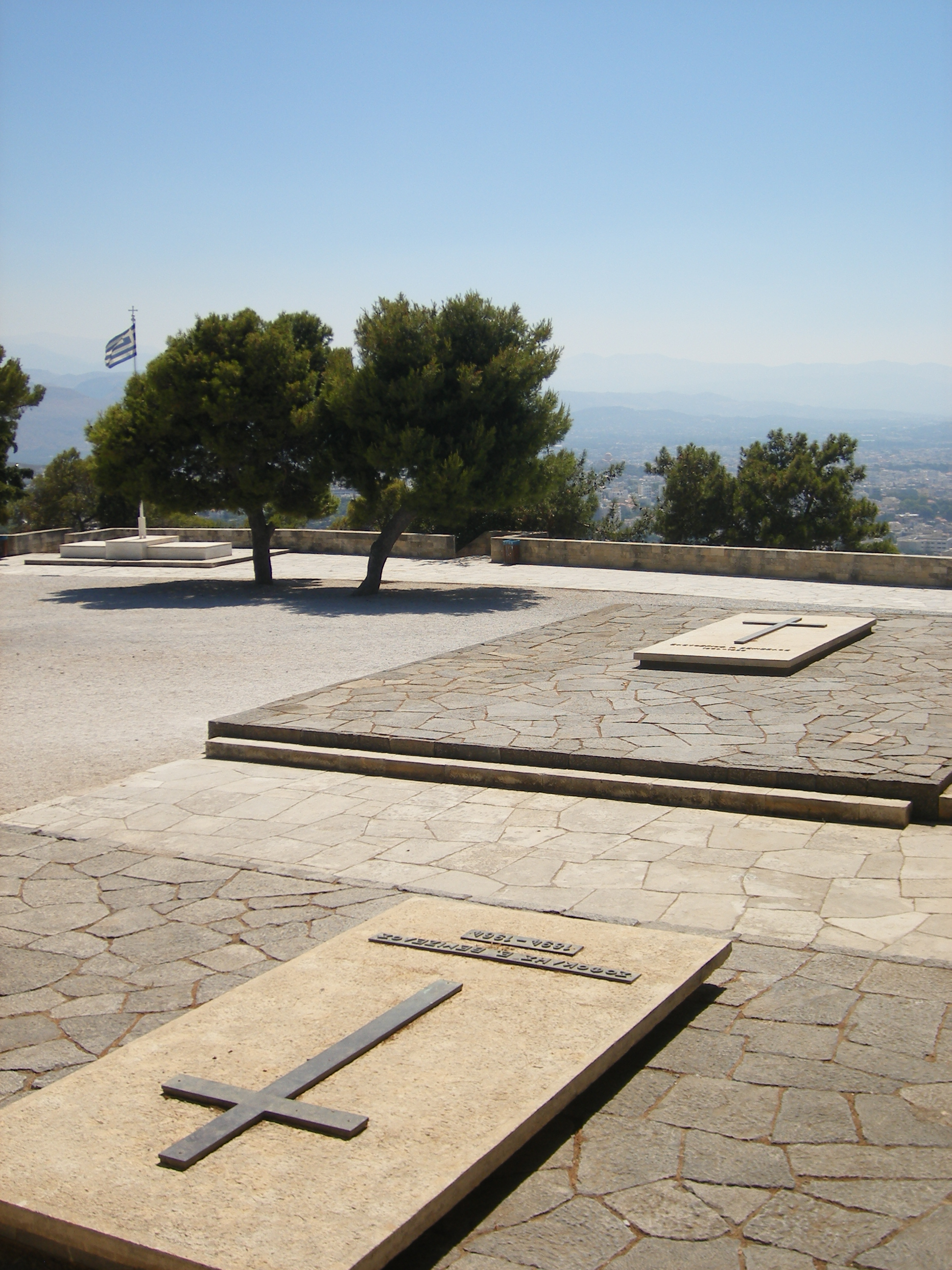
La tombe d'Elefthérios Venizélos, surplombant La Canée, avec, au premier plan, celle de Sophoklis Venizélos.

### Le vénizélisme
Un des principaux apports de Venizélos à la vie politique grecque est la création, en 1910, de son parti, le Parti libéral (Phileleftheron Komma) qui tranche avec les partis grecs traditionnels. Jusqu'au début du XXe siècle, les partis grecs avaient été des partis inspirés par les puissances protectrices (Parti français ou Parti anglais par exemple) ou groupés autour d'une personnalité politique (comme Charílaos Trikoúpis). Le Parti libéral est fondé autour des idées de réforme de Venizélos (et des militaires du Coup de Goudi), mais il survit à son créateur. De plus, la naissance de ce parti entraîne, en réaction, la naissance d'un parti opposé, conservateur, certes autour de la personnalité du roi, mais qui survit aux diverses abolitions de la monarchie. Le vénizélisme, dès ses débuts, est donc un mouvement libéral et essentiellement républicain, d'où le bloc antivénizéliste monarchiste et conservateur. Les deux s'affrontent et se succèdent au pouvoir dans l'entre-deux-guerres.
Ses principales idées, inspirées de celles du créateur, sont : l'opposition à la monarchie ; la défense de la Grande Idée ; l'alliance avec les États démocratiques occidentaux, en particulier avec le Royaume-Uni et la France contre l'Allemagne pendant la Première et la Seconde Guerre mondiale, et avec les États-Unis contre l'Union soviétique pendant la Guerre froide et une politique économique protectionniste.
Themistoklis Sophoulis est, dès les années 1920, le successeur de Venizélos à la tête du Parti libéral qui survit donc aux échecs politiques, exils et finalement décès de son fondateur historique. En 1950, le propre fils d'Elefthérios Venizélos, Sophoklis Venizélos succède à Sophoulis à la tête du Parti Libéral, à un moment où une entente s'est formée avec les populistes (nom du parti royaliste) contre les communistes lors de la guerre civile. L’Union du centre (Enosis Kendrou) de Georges Papandréou, fondée en 1961, est un des descendants du Parti libéral de 1910 et lui donne un nouveau souffle alors qu'il est presque en bout de course. L’Union du centre finit par s'effacer à la fin des années 1970, remplacée par un parti plus à gauche, le PASOK d'Andréas Papandréou tandis que ses idées centristes et libérales deviennent celles de la Nouvelle Démocratie.

### Dans la culture grecque

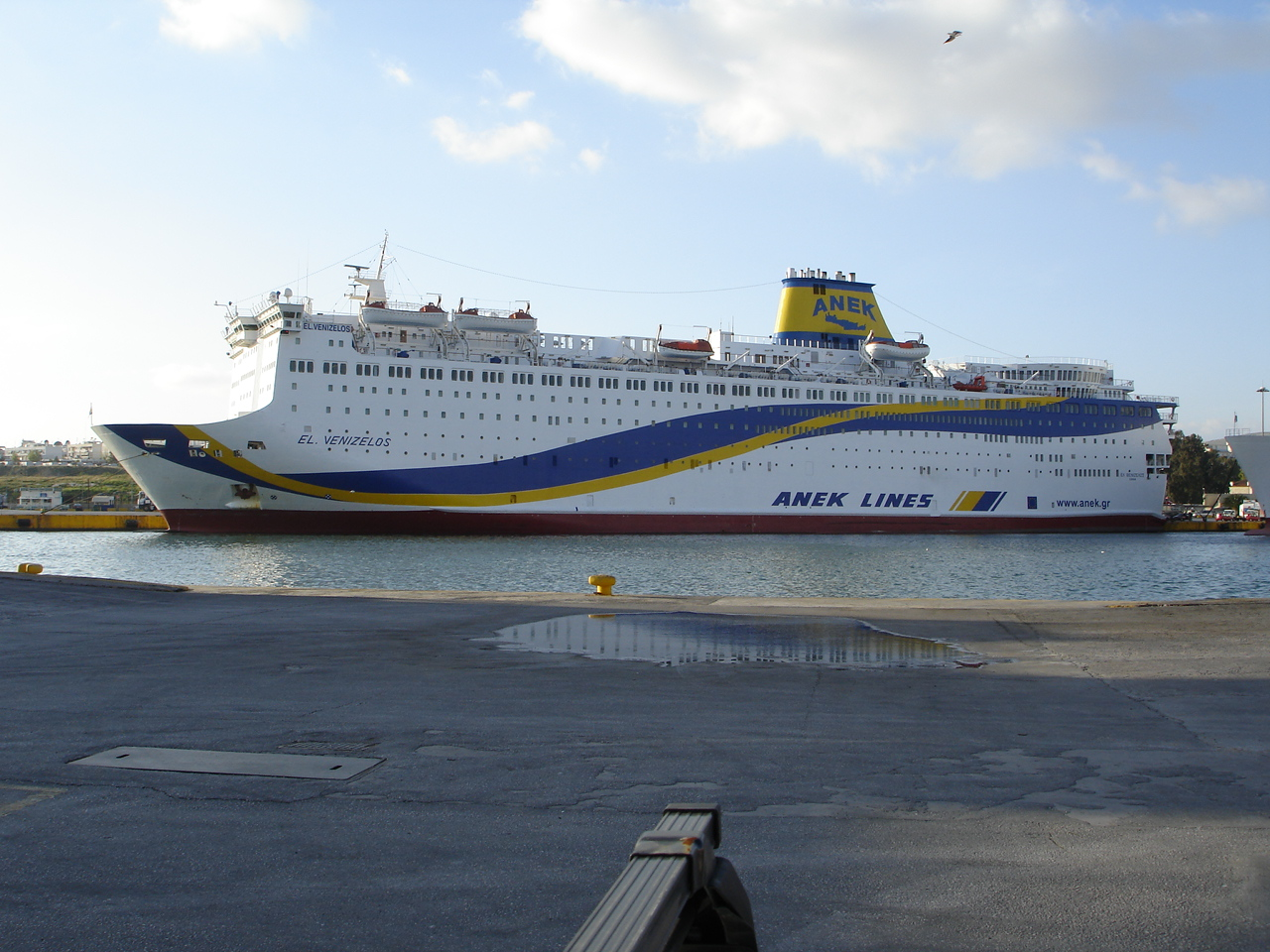
Le ferry El. Venizelos, baptisé en hommage à Eleftherios Venizélos.

- Eleftherios Venizélos est éponyme :
  - de l’aéroport international d’Athènes, à Spáta, près d’Athènes, en Grèce
  - d’un ferry de la compagnie ANEK Lines, assurant la liaison entre l'Italie et la Grèce
  - d’une station de métro de l'agglomération athénienne
- Plusieurs chansons évoquent Elefthérios Venizélos ou lui sont consacrées, dont « Tis amynis ta paidia » (vers 1918), qui a connu une célébrité nouvelle avec le succès du film Rebetiko.
- En 1965, Lila Kourkoulatou réalise un documentaire historique sur la vie de Venizélos, intitulé Elefthérios Venizélos. Il est considéré par les critiques comme un travail sérieux et sincère, malgré des faiblesses de scénario et de réalisation. C'est cependant le contexte politique qui lui donne une plus grande importance. Le pays est alors dirigé par l'Union du centre, libérale et héritière du vénizélisme. Le gouvernement accorde son soutien au film qui expose des thèses proches des siennes. Dès son accession au pouvoir, en avril 1967, la dictature des colonels s'empresse de l'interdire[185].
- En 1980, Pantelís Voúlgaris réalisa une biographie centrée sur la période 1910-1927 : Elefthérios Venizélos (1910-1927).
- L'image de Venizélos est également présente sur la pièce grecque de 0,50 €.

### Autres représentations
Le peintre français Albert Besnard fait son portrait (huile et eau-forte).